# Múzeumkert

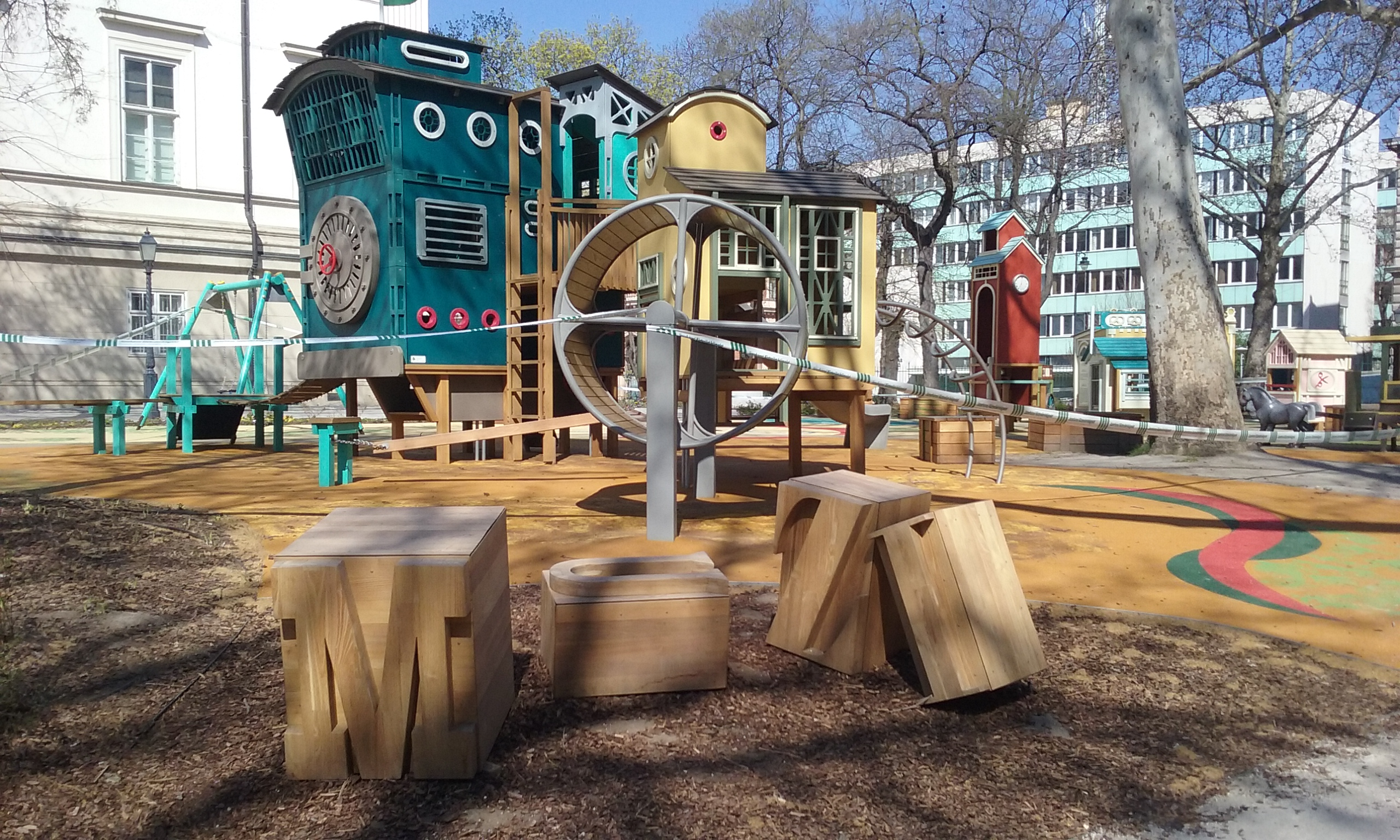
A Muzi becenevet újra viseli a park 2019-ben ismét megnyitott játszótere.

A Múzeumkert a Budapest VIII. kerületében található Magyar Nemzeti Múzeumot övező park, nemzeti emlékhely. A dualizmus korában, egészen a Parlament felépültéig a Múzeumkert számított az ország központi terének, mivel a felsőház a múzeum épületében, a képviselőház pedig a kert melletti egyik palotában ülésezett. A 19–20. század fordulóján közismert elnevezése volt a „Muzi”.

## Fekvése

### Elhelyezkedése

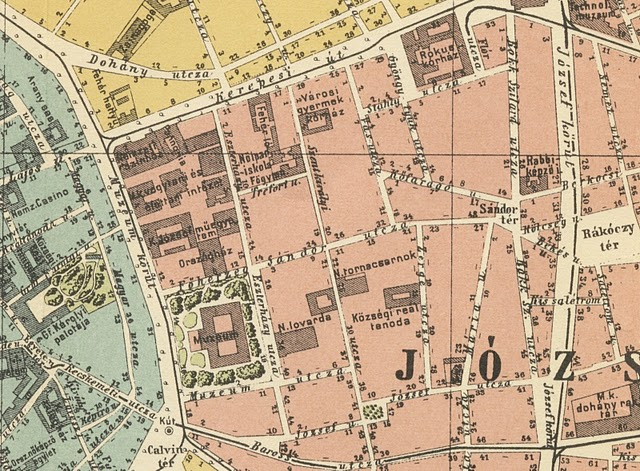
Ezen az 1896-os, a Palotanegyedet ábrázoló térképen jól látszik a Nemzeti Múzeum, és a körülötte lévő angolpark kialakítású Múzeumkert

A Múzeumkert Budapest VIII. kerületében, de közvetlenül a Belváros mellett található. Nyugatról a Múzeum körút (mely elválasztja a Belvárostól), délről a Múzeum utca, keletről a Pollack Mihály tér és a kerület Palotanegyednek nevezett része, északról a Bródy Sándor utca határolja.
A 18. századig Pest városfala a mai Kiskörút vonalában húzódott, rajta kapukkal és rondellákkal. Ezen a területen kívül csupán szántóföldek, gyümölcsösök, házikertek voltak. Egy 1775-ből származó térképen is megfigyelhető, hogy a Múzeumkert helyén még csupán fás terület volt ekkoriban, viszont a mai Bródy Sándor utca és Baross utca nyomvonala már jól kivehető. Egy 10 évvel későbbi térképen épületek állnak a kert helyén, az egyik széles lépcsősorral bír hátra, a kertje felé.
Újabb nyolc év múlva, 1793-ban Franz Neuheuser által készített Pest–Buda–Óbuda térképen már igen részletesen látszik a múzeum és a kert helyén eredetileg állott villa barokk kertje, ugyanakkor a térképen az is látszik, a villa és a kert nem foglalta el a mai Múzeumkert teljes területét, a Bródy Sándor utca felőli oldalon épületek és köztük nagyobb üres terek álltak.

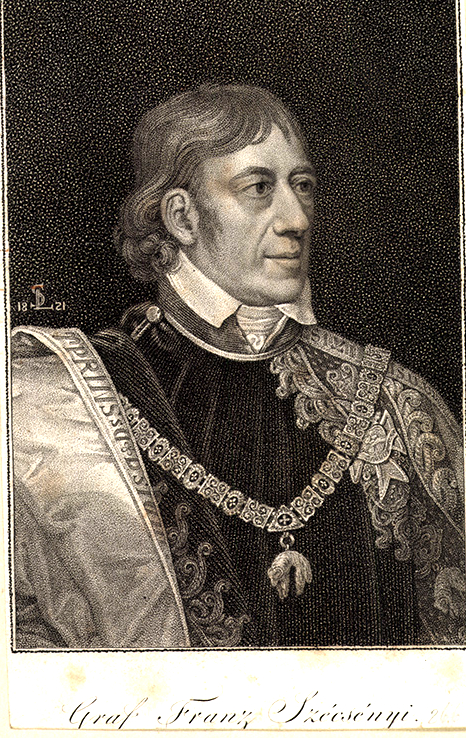
Gróf Széchényi Ferenc, a múzeum megalapítója

Egy 1823-ból származó katonai térképen a Múzeumkert helyén két udvaros épület látható mögötte fás területtel, a Bródy utca felé házakkal.
1830-ban készült az egyik olyan térkép, melyen már utcanevek is láthatóak voltak. A múzeum előtti utat a német nyelvű térképen Land Strassénak, vagyis Országútnak hívták, a Bródy Sándor utca neve Stadt Gut Gasse volt, a mai Múzeum utca egy névtelen köz volt, és a mai Pollack Mihály tér is név nélkül szerepel a térképen. A múzeum ekkor még a Batthyány-villában székelt, amelyből L alakban hátranyúlik a lovarda épülete.
Egy hét évvel későbbi térkép még ugyanígy ábrázolja a múzeumot, de a mögötte lévő utcának már nevet ad: Fünflerchen Gasse, vagyis Ötpacsirta utca.
Az 1854-es Pest–Buda térképen már a korábbi villa helyén újonnan felépült Nemzeti Múzeum látható. A Stadt Gut Gasse új neve Br. Sándor Gasse, a névtelen köz megkapta a Museum Gasse nevet. A Múzeumkert Sándor utcai és Múzeum utca sarkainál, a múzeum háta mögött egy-egy L alakú kisebb épületet is mutat a térkép. 1867 és 1872 között kataszteri térképsorozat készült Pestről, amelyre későbbi változtatásokat is rávezettek. Ezen már magyar utcanevek szerepelnek: Múzeum útza, Ötpacsirta útza, Fhg. Sándor útza, és mivel a térképre több változást is felvezettek, látszik, hogy a korábbi Országút utcát részekre bontották, a Múzeumkert előtti részt Múzeum körútnak nevezték el, majd az első világháború alatt átnevezték Mehmet szultán útra. A térképen a Múzeumkert angolpark jellegű kialakítása is tökéletesen látható, a múzeum mögötti kertészházzal egyetemben. Egy 1895-ös térképen az Ötpacsirta utca új neve Eszterházy utca, és a múzeum főhomlokzata előtt már jelöli az Arany-szobor helyét is.
Budapest 1918 és 1946 közötti állapotáról újabb kataszteri térképsorozat készült. Ezen részletesen fel vannak tüntetve a múzeumkerti szobrok elhelyezkedései is, a Főherceg Sándor utcát pedig ekkor már Bródy Sándor utcának hívták.
A könnyebb olvashatóság miatt ebben a cikkben a továbbiakban a parkot övező utcákat már a mai nevükön nevezzük meg.

### Megközelítése
A Múzeumkert kitűnő belvárosi elhelyezkedésénél fogva gyalogosan, autóval és közösségi közlekedéssel is jól megközelíthető, utóbbi használata esetén, a szinte karnyújtásnyira lévő Kálvin térről gyalogosan (M3-as és M4-es metró, 47-es/48-as/49-es villamos, 15-ös busz, 72-es és 83-as troli) nem több mint egy perc alatt; az Astoriától gyalogosan (M2-es metró, 47/48/49-es villamos, 9-es busz, 5-ös/7-es/8E/133E busz) körülbelül ötperces sétával érhető el. Könnyen megközelíthető még a 4-es/6-os villamos Rákóczi téri megállójától is mintegy 10 perc sétával.
A Pollack Mihály tér alatt mélygarázs található, melyet a Magyar Nemzeti Múzeum üzemeltet. A Bródy Sándor utca és a Múzeum körút sarkánál található egy MOL Bubi bérkerékpár-állomás is.

## A múzeum

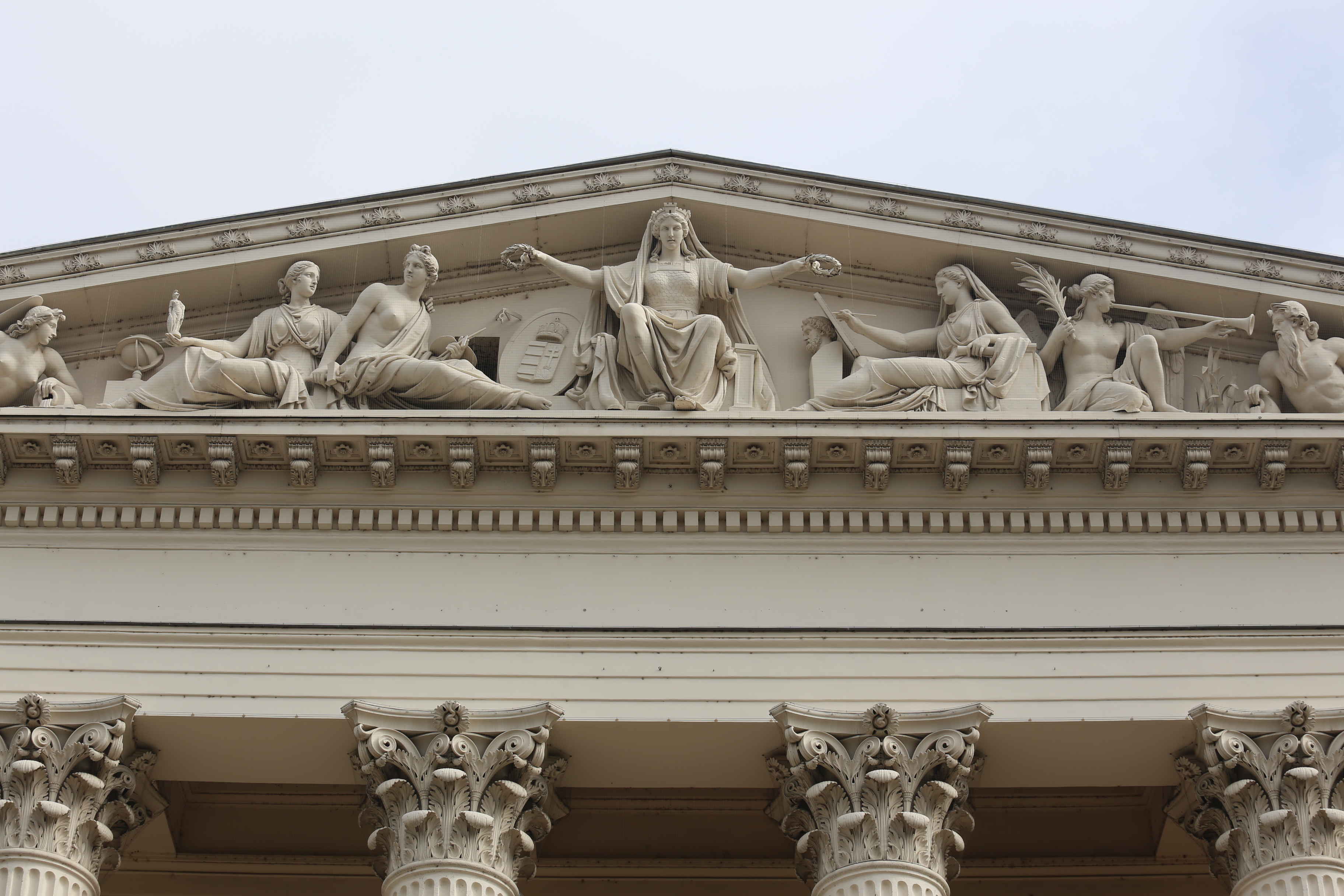
A múzeum homlokzatának timpanonja és korinthoszi oszlopfői

A múzeumot Széchényi Ferenc alapította, a mai épület felépítése előtt a múzeum első gyűjteményeit a telken akkor álló épületekben helyezték el.
A múzeum mai épületét Pollack Mihály tervezte, 1837 és 1847 között épült fel.
A kétszintes épület klasszicista stílusú, téglalap alakú, két belső udvart ölel körül. Főbejáratát nyolc korinthoszi oszlop és timpanon keretezi, amelynek szobrai a Magyarországot megszemélyesítő Pannóniát és körülötte a Tudomány és a Művészet szimbolikus alakjait ábrázolják. Pannónia szobrán a magyar címer látható. A szobrokat horganyból készítették Raffaello Monti milánói szobrász modellje alapján.

## A park története

### 18. század

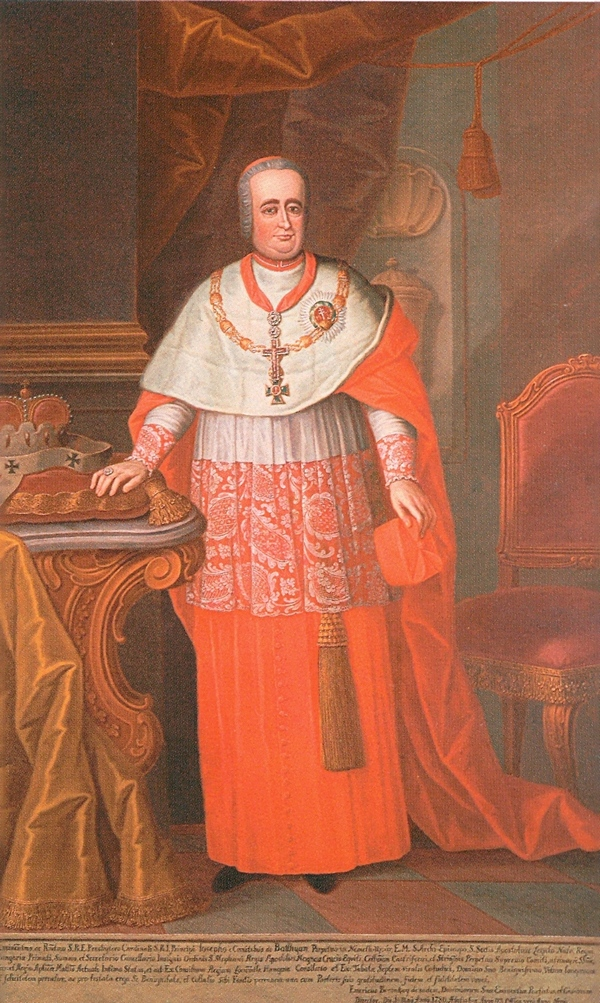
Batthyány József, kertbarát hercegprímás alakíttatta ki a múzeum helyén álló franciakertet

A múzeum és a park területe a 18. század közepén Klobusiczky Ferenc kalocsai érseké volt. Az érsek, miután megválasztották a Hétszemélyes Tábla ülnökévé, franciakertet alakíttatott ki az akkor ötholdas (4784 négyszögöles) területen. A palota egészen az Országút szélén állt, szabálytalan négyszög alakú, aszimmetrikus alaprajzú épület volt.
Klobusiczky 1760-as halála után, az 1700-as évek utolsó harmadában Batthyány József hercegprímás kibővítette ezt a házat, körülötte a Batthyány-kerttel. Ebből a korból származnak az első olyan várostérképek, ahol már látszik a későbbi múzeumtelek. Ezeken a térképeken a villaépület mellett jól látszik a barokk kert is, amit valószínűleg már Klobusiczky elkezdett kialakítani. A kertet Alföldy Gábor kerttörténész leírása szerint, széles, íves vonalban megtört rézsű választotta el a palota keleti frontjától. Ez után az épület középtengelyében széles, fasorral díszített központi út helyezkedett el, mely a villa mögötti ovális térről indult hátrafelé, a mai Pollack Mihály tér felé, és amely mellett balról is jobbról is 1-1 melléksétány vezetett a villától, és mindhárom utat keresztben metszett egy negyedik sétány, melynek déli végén egy mulatóház állt. A két szélső úton szökő- vagy díszkutak állhattak. A mulatóházzal átellenben, a keresztsétány túlsó végén a franciakertekben szokásos narancsház állt.
A villa és a kert nem foglalta el a mai Múzeumkert teljes területét, az északi oldalon lovaglótér volt istállókkal és szolgálati lakásokkal, ahol főnemesi lovasbemutatókat, karusszeleket tartottak. Később ez a hagyomány élt tovább a múzeum helye mögött létesített lovardával, amely az építés megkezdéséig működött.
Hogy milyen növények lehetettek ebben a kertben, arról nincs híradás, leszámítva Karacs Teréznek, későbbi neves nőnevelőnek gyerekkori visszaemlékezéseit, melyekben arról beszél, hogy ezen a kerten át járt rendszeresen iskolába, ahol „a múzeumi épület körüli nagy tér gyepes s óriás cserfákkal árnyékolt vala”. Ebből kikövetkeztethető, hogy a 18. századi térképeken ábrázolt fasorról lehetett szó, mely Karacs gyerekkorában, az 1810-es években már valóban óriásinak hathattak.
Az érsek halála után a villa és a kert az öccsére, Batthyány Tódorra szállt, aki szinte minden idejét vidéken töltötte, ezért a kert pusztulásnak indult, így egyszerűbbé alakították: a barokk kert egy részében veteményest alakítottak ki, a többi részt pedig gyepesítették. Végül Tódor halála után fia eladta az egész birtokot az építendő Nemzeti Múzeum számára.

### 19. század

#### A telek megvásárlásától a múzeumépület megépítéséig

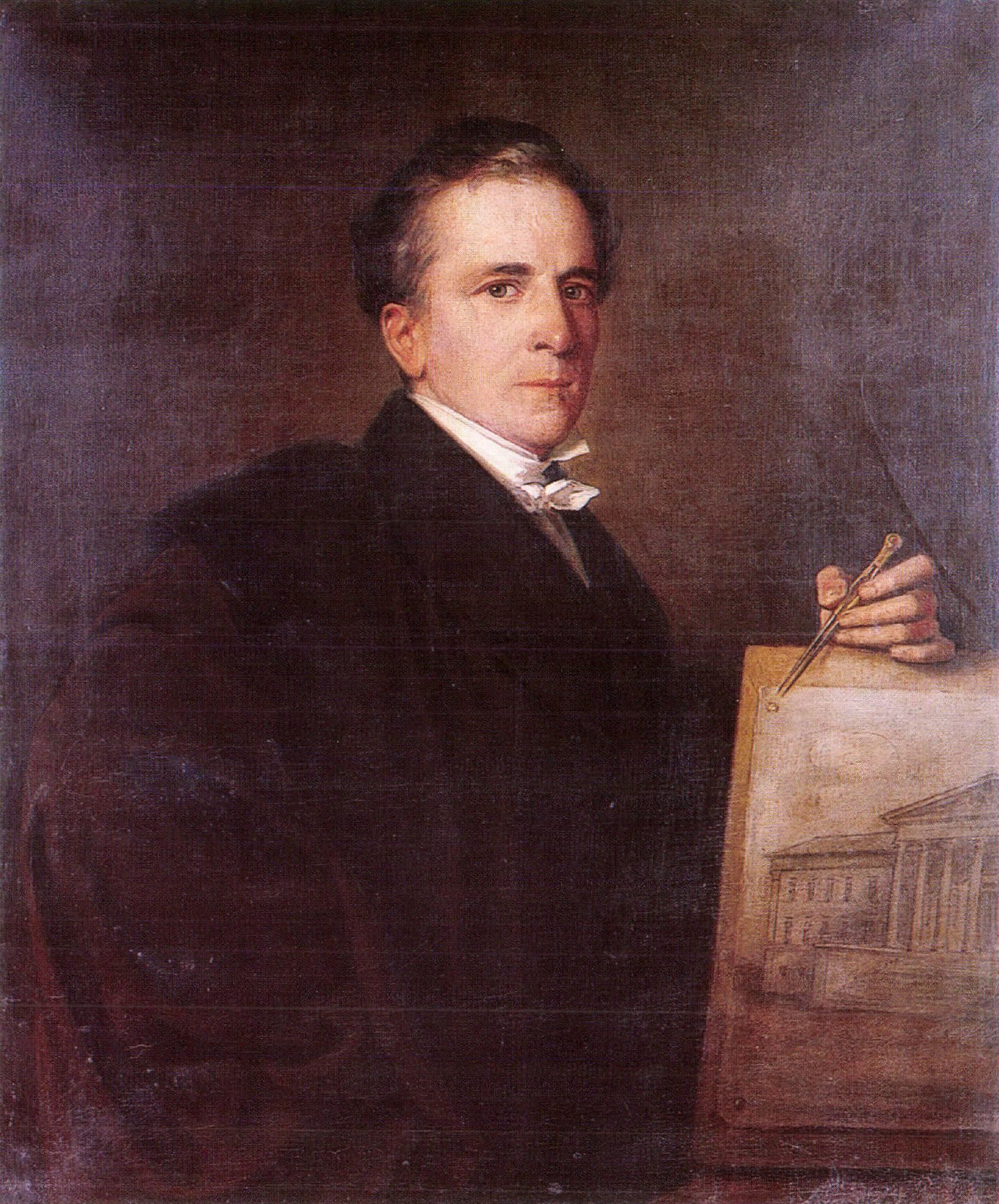
Pollack Mihály, a múzeum tervezője

Batthyány Antal József gróffal 1813. október 28-án írták alá az adásvételi szerződést, melyben társas adakozásból származó 125 000, valamint eladásból származó összesen 200 000 forintért vásárolták meg a telket, az 1808. évi VII. törvénycikk alapján létrehozandó Magyar Nemzeti Múzeum számára. A múzeum alapítói törvényi (tűzoltói) előírások miatt voltak kénytelenek megvásárolni ezt a területet, mivel az előírások csak térre engedélyeztek közgyűjteményi épületet. Emiatt a korábban a múzeumnak adományozott, a pesti ferences templom mögötti telket el kellett adni. November 17-én vette át hivatalosan az ingatlant az akkori igazgató, Miller Jakab Ferdinánd, József nádor pedig elrendelte a gyűjtemények fokozatos átszállítását, de ez a folyamat csak 1817-ben fejeződött be. Ettől fogva a múzeum munkatársai és kertészei is az épületekben laktak. Az Országos Építési Hatóság által 1819-ben készített felmérésen ezek a lakások már igen rossz állapotban voltak.
A múzeum építésének kezdetéig (1837) eltelt 20 év alatt főleg a lovasélet fejlődése játszott szerepet a terület életében. 1814-ben bérbe adták az istállókat Gyulay Albert grófnak, 1817-ben pedig a Nemzeti Lovagló Iskola költözött be, amit nádori jóváhagyással, Wenckheim József báró elnökségével alapított egy főúri társaság. Az eredeti nagy istállóépület a Pollack Mihály tér és a Bródy Sándor utca sarkán állt, de már erősen omladozott, így a helyén 1827-ben közadakozásból emeletes, L alakú épület épült. Ez a lovaglóiskola egészen a múzeum építésének megkezdéséig működött itt, akkor lebontásra ítélték, bár az 1838-as pesti árvíz idején még állt, sőt, árvízi menekülteknek is otthont adott. Horvát István, a múzeum akkori igazgatója szerint több ezren laktak benne hosszabb ideig, de a valósághoz valószínűleg közelebb áll a Jelenkorban 1839-ben megjelent tudósításban szereplő 500 fő körüli szám.
Gyakorlatilag csak a telek déli része állt a Nemzeti Múzeum kezelésében, ami ráadásul két részre oszlott: a veteményeskerti részt parcellákra osztották és azokat a természettár őrei használták, akik között volt, aki egzotikus növényeket termesztett itt. A telek másik felén fasorok húzódtak, köztük padokkal, ahol az egyetemi ifjúság pihent és tanult, ám nem mindig olyan illedelmesen, ahogy a múzeum vezetősége azt elvárta, így 1829-ben a múzeum kéréssel fordult a nádorhoz, hogy tiltsák ki a kertből és a múzeumból az egyetemistákat, de teljes tiltásra nem került sor.

Mivel az egyre rosszabb állapotba került villa állagmegóvása sok pénzt emésztett fel, így a parkra már nem jutott elegendő erőforrás. A palota ráadásul kicsinek is bizonyult, így a kőtár emlékeinek egy részét már ekkor is a kertben helyezték el. A növényzet sorsát nem csak az elhanyagoltság, vagy az 1838-as árvíz pusztításai pecsételték meg, hanem az is, hogy a múzeum épületét a még álló villa mögé, az eredeti érseki kert helyére tervezték megépíteni, így jó részüket ki kellett vágni az 1837-ben megkezdődött építkezés miatt. A kivágott fákat a múzeum szolgaszemélyzete közt osztották szét tüzelőnek.

#### 1847–1852 között

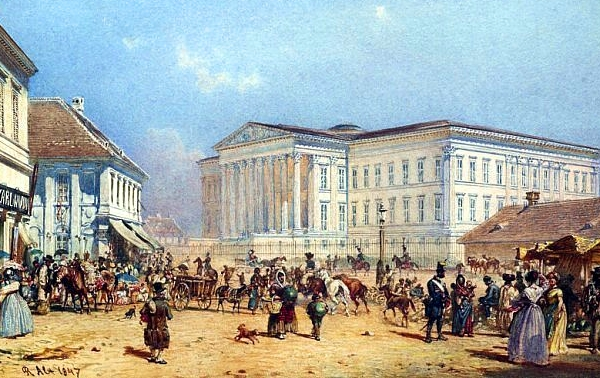
A Nemzeti Múzeum megépültekor, körülötte a „múzeumpuszta”. Még nem állnak a múzeumot ma körülvevő paloták, így az épület nagy tömegével uralja a környéket

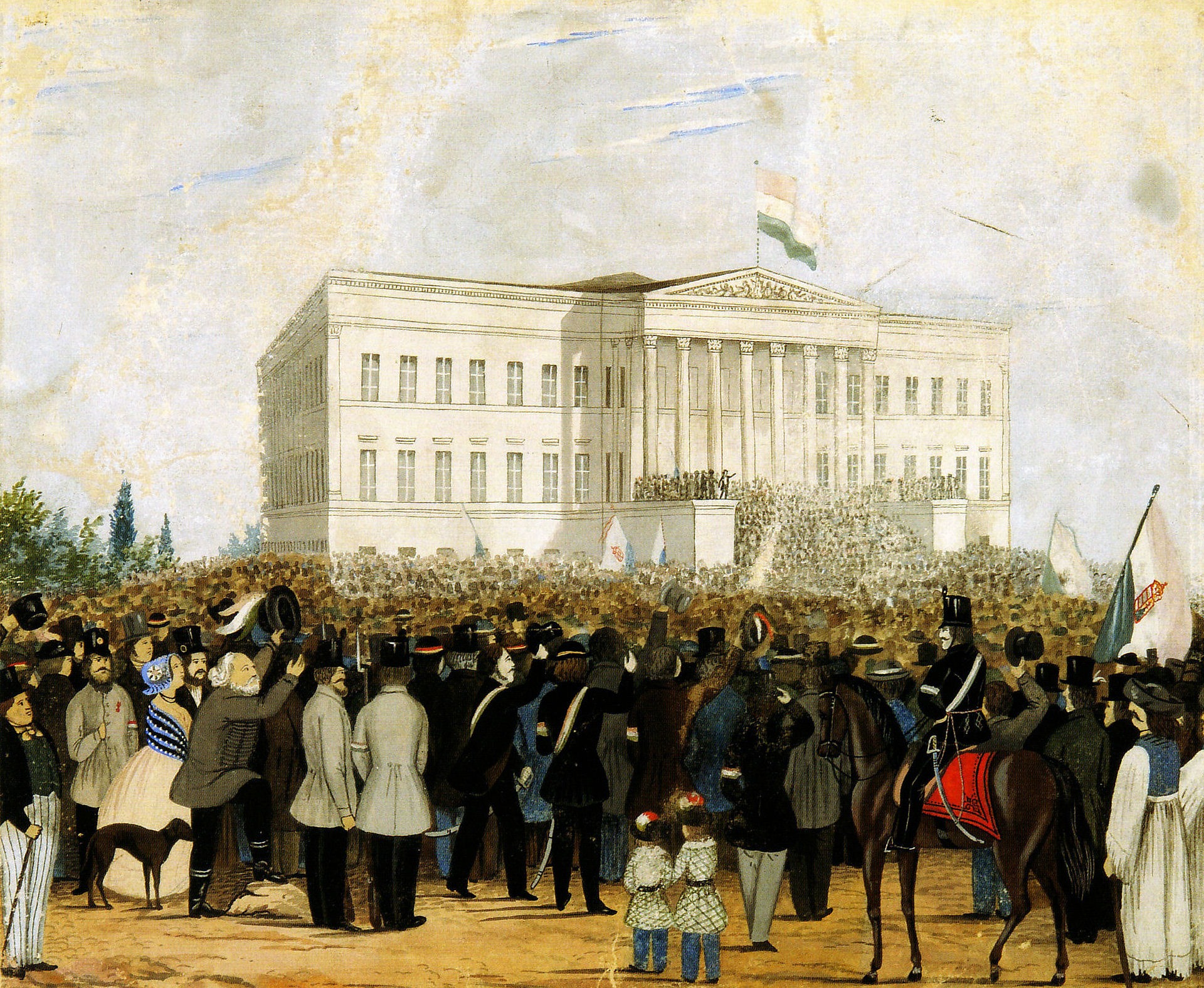
Forradalmi tömeg a Nemzeti Múzeum előtt 1848. március 15-én. Ismeretlen művész akvarellje

A múzeum építése alatt szinte a teljes telek felvonulási területté vált. A nagy árvíz után bontották le a Batthyány-villát és valószínűleg legkésőbb 1840-ben a Nemzeti Lovagló Iskolát. A Pollack Mihály által tervezett új múzeumépületről hivatalosan 1847-ben bontották le az állványokat, de az épület valójában már 1845-ben készen állt. 1844-re végeztek a külső nagy múzeumlépcsővel és Pollack javaslatot tett a telek kerítésére is. A kerítésről és a múzeumhoz vezető járdáról 1845-ben viták születtek, mivel a közvélemény, köztük Kossuth Lajos kérte, hogy a múzeum bejáratáig létesüljön egy gránitjárda. A kerítést és a járdát végül 1847-ben készítették el, de csak a főhomlokzat előtti részen, a többi oldal kerítése csak jó másfél évtizeddel később készült csak el. 1848-ban hat lámpa is került a kerítésre, az épület négy sarkára pedig még előző évben megrendeltek négy kandelábert Schönhoffer Ignác pesti bádogosmestertől, amik szintén 1848-ra készültek el. Ezek a lámpák a második világháborúban elpusztultak, és csak a 2018-as felújítás során rekonstruálták őket.
Mivel a telek a Pollack Mihály tér felé lejtett, a a múzeum pincéjének kiásásából származó földdel tették vízszintessé, egyben eltakarták az ott korábban állt épületek maradványait. A múzeum felavatásakor abban reménykedtek, hogy még abban az évben sor kerül a parkosításra is, és így „a hatalmas kőtömeg egész dicsőségében uralkodandik a körötte görnyedező vityillók fölött.” Ez nem valósult meg, bár egy német lap arról számolt be, hogy a az udvaron már 250 lépés hosszan mandulafenyők vannak.
A múzeum építésére eredetileg megszavazott 500 000 forint végül tehát nem lett elég sem a belső díszítésre, sem a kert kialakítására, de még ennek a költségvetésnek a terhére alakítottak ki a kerti főkaputól az északi épületkapuig vezető gyalog- és kocsiutat, valamint a Bródy Sándor utcai bejárótól az épületig tartó járdát is. Ez utóbbiak gránitkockáiból még 2018-ban is a Múzeum körúti északi kaputól a Bródy Sándor utcai bejáratig futott egy járda, majd a 2018-as felújítás során ezek nagy részét beépítették az épület mentén futó járdákba.
Pollack már a múzeum épületének megépítése közben elkészítette terveit a kert parkosítására, amiket 1848 decemberében be is nyújtott engedélyezésre. Elképzelése az volt, hogy a múzeumot 3 oldalról vaskerítés venné körül, a negyedik, Pollack Mihály tér felőli oldalon pedig árkádos lapidárium került volna a kőemlékeknek; a múzeum két oldalánál, a Bródy Sándor utcai és a Múzeum utcai bejáratoknál kisebb épületekben laktak volna a múzeum udvarosai, a kertet az angolkertek mintájára fákkal és cserjékkel telepítették volna be.. A múzeumigazgató azonban úgy gondolta, inkább szakavatott kertészre bízza ezt a feladatot, így 1848 elején Muszely Károly, Pest legrangosabb kertésze nyújtott be terveket a park kialakítására, de a pár hétre rá kitört forradalom miatt a tervek – amik nem is maradtak fenn – nem valósulhattak meg.
A múzeum lépcsőfeljáróját két oldalról övező oldalfalak közül a bal oldalin állva szóltak az ifjúság vezetői az összegyűlt tömeghez 1848. március 15-én. Ismertették és felolvasták a kiáltványukat és a 12 pontos követelésüket. Történészek kutatásai szerint azonban – a közhiedelemmel ellentétben – Petőfi Sándor itt már nem szavalta el versét, a Nemzeti dalt, hanem csak a nyomtatott szöveget terjesztették, illetve Petőfi átadott egy példányt Kubinyi Ágoston múzeumigazgatónak.
A kertet a forradalom alatt nemzetőrök őrizték, de a korábbi katonai őrszolgálat is megmaradt. A főhomlokzat két sarkára egy-egy őrbódét állítottak, amiket hol piros-fehér-zölre, hol fekete-sárgára festettek, a bódék még Kossuth temetésekor is a helyükön álltak. 1849. július 11-én az utolsó csapatok a parkból indultak Arad felé. Habár a körülmények nem voltak ideálisak, Kubinyi igazgató megpróbálta életben tartani a múzeum ügyét, ezért 1848 nyarán kiadott egy kis füzetet, amit az országgyűlés minden képviselőjének eljuttatott és amelyben leírta a múzeum helyzetét és szükségleteit, beleértve a múzeum környezetének rendezését is.

#### A park kialakítása
A szabadságharc után Kubinyi hiába kért segítséget az államtól a park kialakítására, az segítség helyett lakbéradót vetett ki a múzeumra. Marschan József vállalkozó 1850-ben felajánlotta, hogy 300 000 forint tőkével megépít egy, a múzeum három oldalát körülölelő kétemeletes üzletházat, ahol iparcikkeket és élelmiszert egyaránt lehetett volna kapni. Marschan az épületet a múzeumétól 19 méterre építette volna fel, és a bevételből 8000 forintot ajánlott volna fel a múzeum számára, de Kubinyi nem fogadta el az ajánlatot.

##### Hangversenyek a kertért

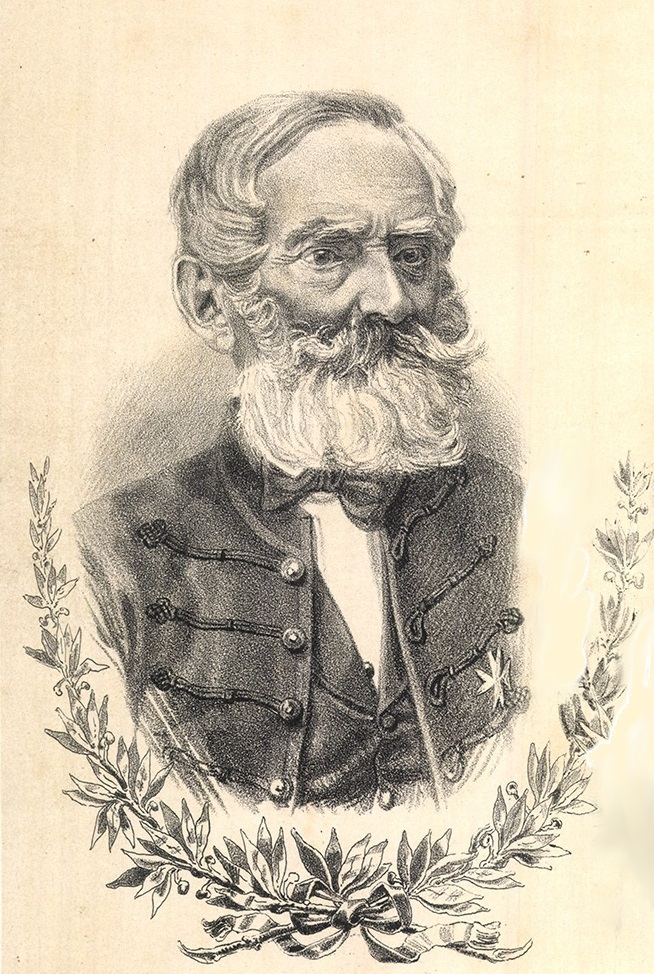
Kubinyi Ágoston, a Nemzeti Múzeum 4. igazgatója, aki a Múzeumkertet kialakította

1851-ben engedélyt kértek arra, hogy a múzeum dísztermében hangversenyeket rendezhessenek a kert javára. Az első hangversenyre 1852. március 24-én került sor a díszteremben, ahol négy évvel korábban az 1848-as országgyűléseket tartották. A fellépést lemondták a hivatásos művészek, ezért műkedvelők szerepeltek: előbb a „Kidőlt a fa mandulástól” kezdetű műdalt adták elő, majd Festetics Leó gróf, aki Liszt Ferenc barátja is volt, több darabot adott elő „physharmonikán, s ezen a közönség előtt kevéssé ismert hangszert a legmeghatóbb játékkal mutatta be.” Ezután szavaltak majd operaáriákat énekeltek, végül két fuvolán magyar dalokat adott elő a Doppler testvérpár. A nagy sikerre való tekintettel a következő, ugyanazon évi április 12-i hangversenyen már Ludwig van Beethoven Leonóra-nyitányát adták elő nyolckezes átiratban, november 27-én pedig már az szerepelt a plakátokon, hogy „1. Nyitány „Teli" operából Rossinitól, Szabó József tanár úr által 16 kézre téve, Brauer úr vezérlete alatt előadják 4 zongorán Fáncsi, Latinovics, Péter, Sabdenau kisasszonyok és Fetter, Huber, Mildner, Them urak.” Az előadók mind neves pesti zenészcsaládok tagjai voltak. Egy évvel később, 1853-ban peig arról értesült a közönség, hogy „Felsőbb engedelemmel a magyar nemzeti színház zenekar tagjai első karmesterük Erkel Ferencz úr vezérlete alatt folyó nov. 20-kán és dec. 8-kán, továbbá 1854-ki mart. 12-kén és ápril 9-én a nemz. múzeum teremében a mivelt világ nagyobb és középszerű városainak példájára négy philharmóniai hangversenyt szándékoznak tartani. Ezen hangversenyekhez, mellyeken csak classical zene a lehető tökélylyel adatik elő, az itteni jelesebb művészek közreműködése is igénybe fog vetetni.”
A hangversenyeken fellépett a Pesti Hangászegylet, a Filharmóniai Társaság, a Dalfüzér, Hollósy Kornélia és Markovits Ilka énekesnők, és itt tárogatózott Suk. Erkel mellett Liszt is itt vezényelte 1858-ban az Esztergomi misét.
Az előadássorozatokra már bérletet is lehetett váltani, de a kert kialakítása után a rendszeres hangversenyek megszűntek annak ellenére, hogy közel másfél évtizedig a Nemzeti Múzeum díszterme számított a legrangosabb koncerthelyszínnek Pesten.

##### Adománygyűjtés
Minden erőfeszítés ellenére azonban a pénz csak lassan gyűlt, ezért Kubinyi 1852 júliusában egy „lotteriatervet” nyújtott be, hogy egy kifejezetten erre a célra indított lottójátékkal szerezzen pénzt a parkosításra. A tervet a Helytartóság támogatta, de magasabb fórumokon megbukott. Kubinyi nem adta fel, 1853 májusában újabb beadványt nyújtott be: „...a költségek fedezésére az e czélra adott hangversenyekből volna ugyan egy pár száz forint, s van reményünk számos facsemetéket is ingyen kapni, mégis az egész térségnek ujraalakitására szükséges iszap és gyepföld, az utakra kivántatott kavics, ezeknek fuvarozása és a sok munkabér több ezer forintot igényelvén, van szerencsém Méltóságodat alázatosan kérni, méltoztatnék megengedni, hogy több oldalról nyilvánitott kívánság, és a museumnak minden eddigi vállalataiban sikerült mód szerint aláirási iveket bocsáthassak szét. A mi maga a kert létesítését illeti, ezt ugyan csak néhány személy fogja vihetni, mindazáltal szükséges egyrészt tanácsadókra, másrészt olly különböző állásu egyénekre, kik az ügyet hőn felkarolva körükben a szükséges anyagi eszközök megszerzésére segédkezet nyujtsanak; minél fogva bátor vagyok Méltóságodat alázatosan kérni, méltóztatnék egyszersmind azt is kegyesen megengedni, hogy [csatolt] jegyzékben foglalt urakat tanácskozásra összehívhassam.” A csatolt jegyzékben szereplő választmány 29 nevet tartalmazott, köztük Czanyuga József múzeumi irattárnok (a kerti bizottság titkára), dr. Gerenday József, a Füvészkert igazgatója, Karátsonyi Guido, Károlyi György gróf, Károlyi István gróf, Kováts Gyula múzeumi őr, Mátray Gábor múzeumi őr, Muszely Károly Ede műkertész, Pecz Ármin ludoviceumi főkertész, Posch János községtanácsos és városligeti gondnok, Prónay Gábor báró, Taschner Antal a Széchenyi-liget vállalat titkára, Tost Károly, a Margit-sziget volt főkertésze, és Tost Vencel, Albert főherceg főkertésze, valamint a bizottság elnökeként Kubinyi igazgató.
Az engedélyt megkapva, Ipolyi Arnold felhívást intézett a vidékhez, melyben adományok megtételére szólított fel. Az adományozók között volt Egressy Sámuel nótaköltő és kiskunsági földbirtokos, aki 200 forint mellett 200 facsemetét is felajánlott. Sina Simon bankár igen szép hársfákat küldött gödöllői birtokáról, és az akkor még József főherceg birtokában lévő Margit-szigetről is érkeztek fák.

##### Elkészül a park

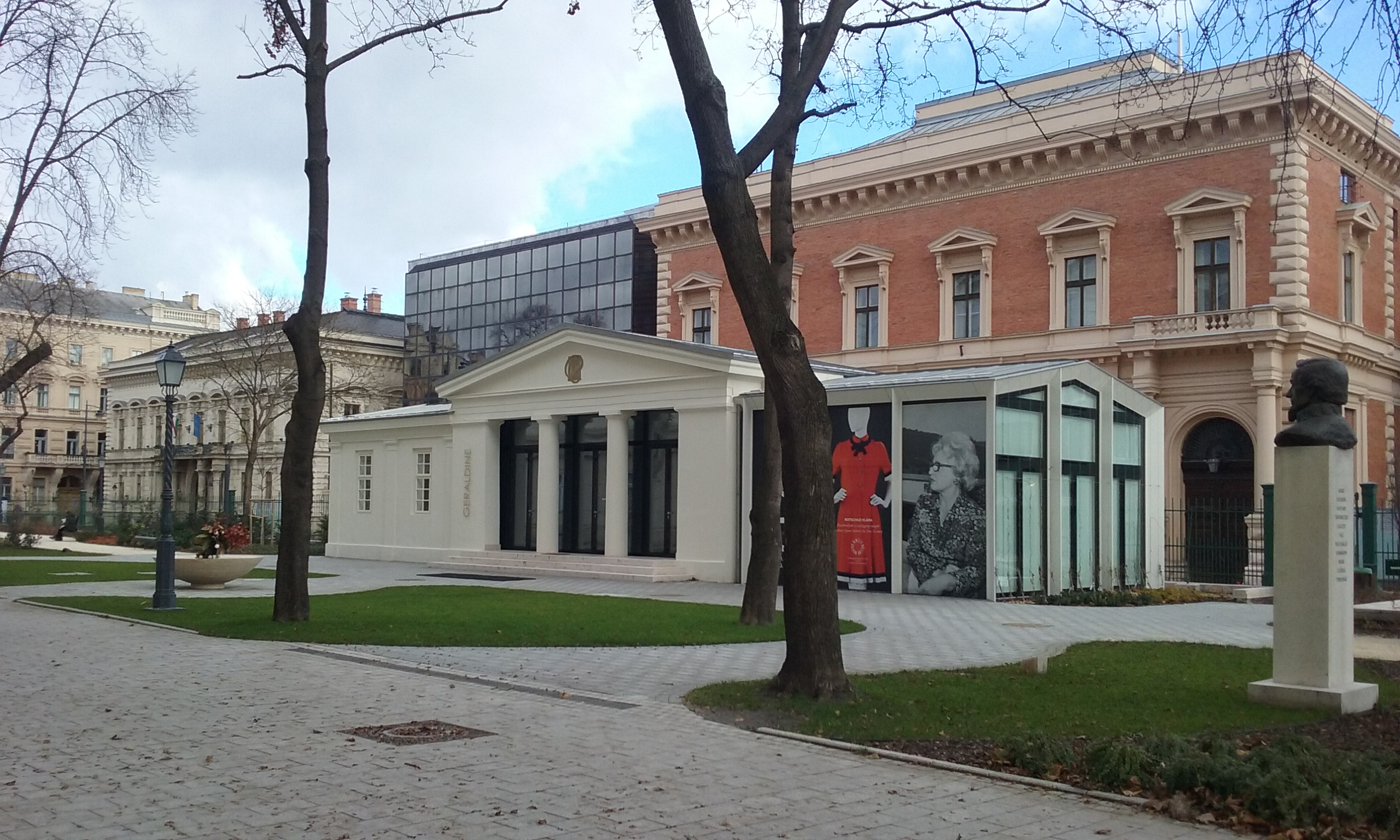
Az 1852-ben, Wagner János tervei alapján épült kertészház a múzeum háta mögött, a 2018-as felújítása után, 2019 karácsonyán. Jobbra a Wisowsky-szobor

A kertet ma övező paloták és bérházak akkor még nem léteztek, az építési területet palánkkal védték.
A múzeum udvara kopár volt (a korabeli sajtó „múzeumpuszta” néven említi), ahova a közeli Kálvin téren tartott piacról is gyakran beszöktek az elszabadult marhák és baromfik. A hangversenyek és a gyűjtés mellett terménykiállítást is rendeztek, először 1851-ben. Alexander Bach titkosszolgálata nem vette jó néven a kiállítást, ezért a Hölgybizottság helyette növény- és gyümölcsbemutatókat tartott. Ennek emlékére épült fel a kertészház a mai Pollack Mihály téri oldalon, vagyis a múzeum háta mögött 1852-ben, Wagner János tervei alapján. Ez a frissen felhúzott épület valószínűleg már ekkor kötődött a park kertészetéhez, de csak később vált a mindenkori kertész lakhelyévé.
A gyűjtőívek, hangversenyek és a kiállítás bevételéből származó 400 forinton az Orczy-park főkertésze, Petz Ármin készítette el az újabb terveket, amiket Kubinyi már 1853. május 30-án felterjesztett jóváhagyásra. „A Múzeum-kertet az 50-es években telepítették az én tervem alapján Gerenday egyetemi botanikustanár felügyelete alatt, azelőtt nem volt ott egyéb, csak néhány fa és szabad mező, általában azon a környéken azelőtt csak házikertek voltak néhány gyümölcsfával.”, írta Petz a Budapest parkjairól szóló kiadatlan művében.
Az engedélyt hamar megkapták, de a kivitelezés egyre csúszott, amit a korabeli sajtó egyre élesebben kritizált, így a Hölgyfutár 1854-ben, két számában is:
„Bizon rég várunk már azután a muzeumi sétány után; de hiába! a türelem – sétányt bizon még sem terem.”, illetve
„A muzeum terén már erősen – labdáznak a gyerekek; olvasóink bizonyára azt várták, hogy a «már erősen» után: «készül a sétány» következik, ebből azonban semmi sincs…” A késedelem oka talán az lehetett, hogy 1854-ben változtatásokat kellett eszközölni a terveken, hogy elkerüljék az épület vizesedését. Emiatt Petz terveihez képest a növényzet csaknem két méterrel távolabb került a falaktól. Ebben a megváltoztatott tervben már a parkosítás összköltsége is szerepel: 13 805 forint. Az egyre csúszó kivitelezést a sajtó egyre dühösebben reagálta le: „A nemz. muzeum udvarában tervezett sétány alaptőkéje már 3000 forintra megy. Hát ezzel még nem lehet megkezdeni a fák ültetését?” – írta a Divatcsarnok 1854 tavaszán.
1855 szeptemberében újra elterjedt a hír, hogy a múzeum körüli udvart végre beültetik, mire a Budapesti Visszhang ironikusan csak annyit írt: „Tamás nagy hirre kapott, hogy egyszer nem hitt; de még nagyobbra tehetne szert, ha ezt meg elhinné.” Meglepetésre szeptember végén elindultak a munkálatok, előbb csak újrafestették a kerítést és kiástak néhány gödröt, novemberben megérkeztek az adományokból származó facsemeték és november 24-én valóban elültették az első fákat, de a múzeum első kertésze, Kallina Henrik vezetésével folyó fatelepítés valójában csak 2 év múlva fejeződött be.
Az ültetésről a Budapesti Hírlap azévi november 26-i száma is cikket írt: „Tegnapelőtt u. m. szombaton ment véghez a nemzeti múzeum udvarán állítandó kert vagy sétatér ugy mondható felavatása. Miután a szükséges földmunkálatok és földtöltések befejeztettek, az írt napon dél tájban történt több előkelő hivatalnokok (közöttük pestmegyei főnök Kapy Ede és pesti polgármester Krászonyi József urak,) tudósok és vendégek jelenlétében a város e részének diszére leendő sétatér első élőfáinak ültetése, mely alkalommal muzeumi igazgató cs. k. tanácsos Kubinyi Ágoston úr e kis ünnepély czéljának megfelelő beszédet mondott, minek végével a jelenlévők az elültetett fákat megöntözték. Ezt követte egy vídám s magyar vendégszeretettel fűszeres ebéd a nemzeti múzeumigazgató urnál, mire az említett társaság meghíva volt.”
A fákat a Bródy Sándor utca–Múzeum körút sarkánál ültették el, és a feldíszített csemetéket a Kortsák József bádogosmester által külön erre az alkalomra készített díszes öntözőkannával locsolták meg. A meghívott vendégek között ott volt Eötvös József és Podmaniczky Frigyes és báró Prónay Gábor is, Kubinyi pedig beszédében mindazok nevét felsorolta, akik a kert kialakításához pénzzel vagy facsemetékkel hozzájárultak. A következő év tavaszán került sor a Múzeum körút felé eső rész fásítására, majd 1856–57-ben a hátsó oldalt is beültették.
Pollack, a múzeum tervezője a parkosítást már nem érte meg, 1855 januárjában hunyt el, de 1856 januárjában újra felmerült lapidárium-terve, ami alapján 1859-ben Reitter Ferenc mérnök készített új terveket. Ezeken jól látszik a kert ekkor kialakított angolkerti struktúrája, ami azért fontos dokumentum, mert Petz tervei nem maradtak fent. 
A parkosítás befejezése után megmaradt pénzösszeget a továbbiakban az Országos Pénztár kezelte, és ebből fizették a park fenntartásának költségeit, beleértve a kertész bérét is. A szükséges összeg előteremtésére továbbra is vártak adományokat, és a koncertek is még folytak egy ideig.

##### A park fejlesztése

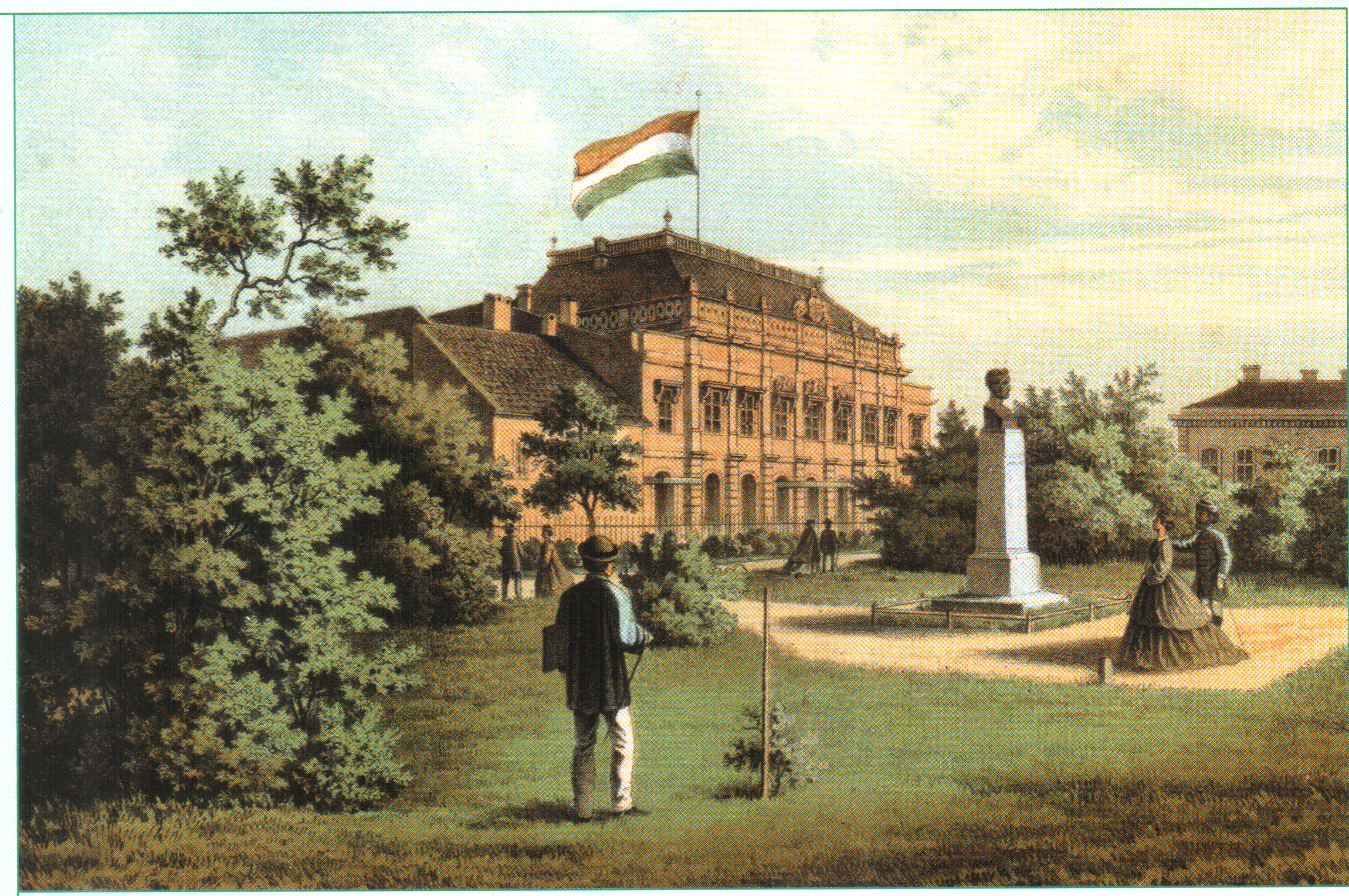
A Régi Képviselőház (ma Olasz Kultúrintézet) és a Múzeumkert részlete a 19. század utolsó harmadában. A festményen, mely a forintos bankjegy hátoldalán is látható, jól látszik a még kevéssé fásított park, benne Kisfaludy szobrával.

A faültetéssel még nem oldódott meg a park problémája, még váratott magára a kerti utak kavicsozása, padok beállítása és főleg a kerítés felállítása, különösen, hogy a múzeum omladozó deszkakerítéséről már karikatúrák is megjelentek a lapokban.
1861-ig a múzeumi sétányon valóban csak sétálni lehetett, padok hiányában, illetve néhány kőtömbön lehetett üldögélni, amik a Ferenczy-féle meghiúsult Mátyás-emlékműnek a talpkövei voltak. Az első 10 Ágacska-típusú öntöttvas padot ebben az évben helyezték el Demidoff Kornélia grófnő 120 forintos adományából. A padokat minden évben bevitték télre a múzeumba, és a számuk nem is bizonyult elegendőnek, ahogy a Divatcsarnok írta: „Most már a muzeum-parkban is leülhet az ember (fel is fog biz itt ülni akárhány), mert a padok előhozattak téli szállásaikról. Nem ártana, ha számuk megszaporíttatnék, [...] de hát miből [...] ugy-e?” A padok számát később megnövelték, 1880-ra már 73 darab volt belőlük.
A kert útjainak első kavicsozását Gírókuti Ferenc 100 forintos adományából fedezték 1863-ban. A kerítés kérdése húzódott legtovább, ennek elkészültéhez is adományokat kellett kérni. Batthyány Fülöp herceg 200 forintot adott e célra, mások kisebb összegeket küldtek. A legnagyobb adomány, 525 forint 1859-ben érkezett a Pesti Takarékpénztártól. Az adományok ellenére a pénz lassan gyűlt, a kerítés egyre rosszabb állapotba került, végül Ybl Miklós tervezte meg 1865-ben a Múzeum körút felől már létező kerítés mintájára, Kern István lakatosmester készítette el. Az A Hon című lap tudósítást is közölt erről: „(A muzeumpark berácsozása) 9865 frt 55 krba kerül. Ehhez azonban nem tartozik a kőmíves munka, melyre Wagner János épitőmester, sem a rács festése, melyre Mészáros ur vállalkozott. A kőmives munkával a Sándor utzában már elkészültek. Az országutra szolgáló régi vasrácsozatot szintén kijavitják.” Ugyanekkor a múzeum főlépcsője elé is állítottak egy kisebb rácsot, aminek az volt az oka, hogy több gyerek leesett onnan. Ezt a kisebb kerítést is Kern készítette el, majd 1926-ban lebontották és a kertészház elé helyezték, ahol a 2018-as felújításig állt.
Ugyanebben az évben a kertben felállítottak egy frissítőket árusító bódét is. 1865-ben új kertésze volt a kertnek, Stuchlik Ferenc. Ebből a korszakból származik Bókay Árpád visszaemlékezése, ami szerint „A Museum-kert, s benne a Museum a két költő (Berzsenyi és Kazinczy) szobrával olyan volt, mint most. Csakhogy a homlokzat előtt egy nagy rondeau volt, lóherével bevetve, melyet rendesen kaszáltak. A többi szabad tér is lóherés volt. Virág sehol, akácz, eczetfa, minden dísz és bokrok, főleg orgona.”

#### A környék rendezése és a park átalakítása

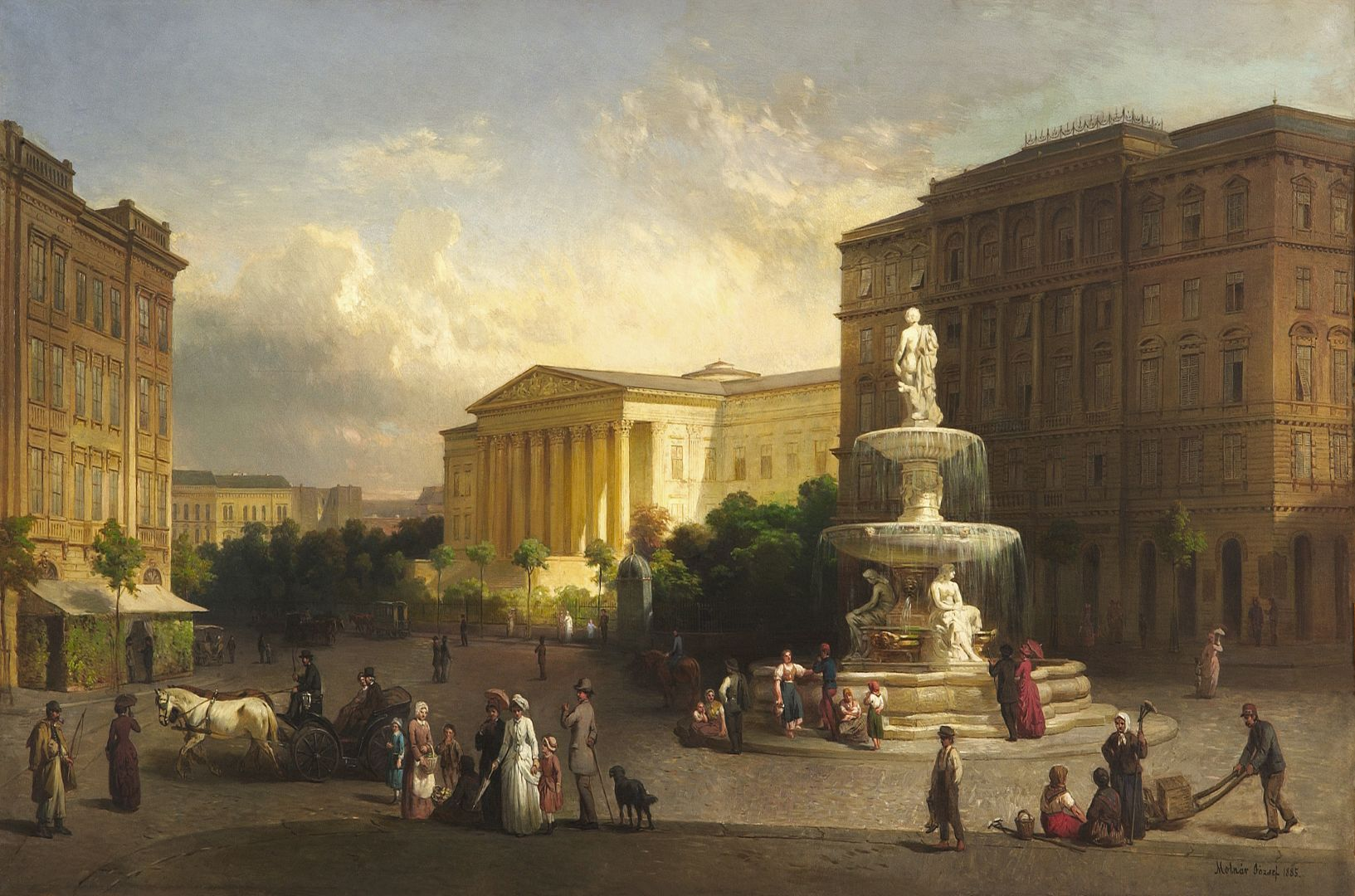
A Nemzeti Múzeum 1885-ben, Molnár József alkotása

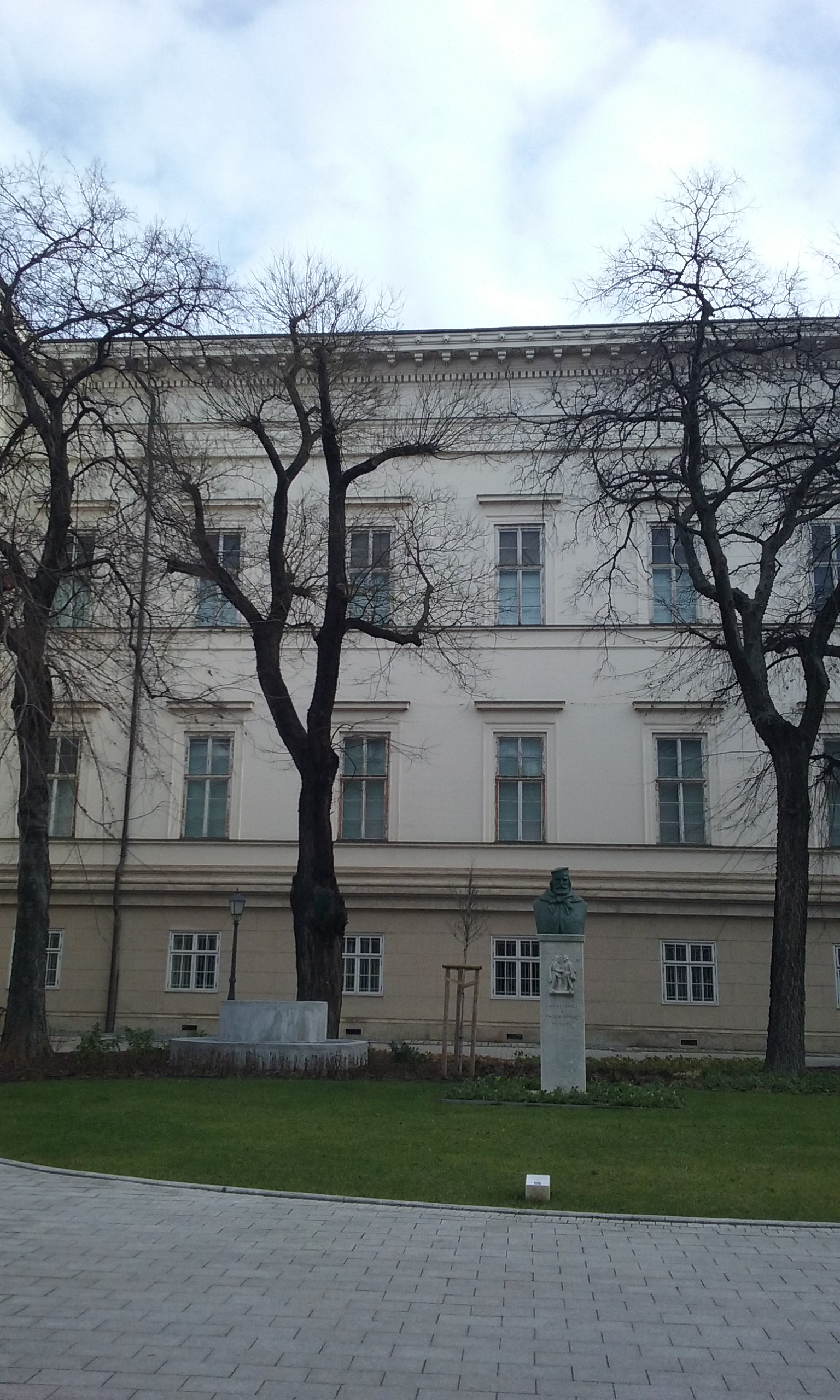
Japánakác a Múzeumkertben 2019. karácsonyán. A Garibaldi-szobor mögötti középső, vastag törzsű fa vélhetően az egyik legöregebb fa a parkban, már egy 1894-es fényképen is látható volt. Valószínűleg az 1880-as évekbeli kertátalakítás idején ültették

A Múzeumkert kialakításával párhuzamosan alakult a környék rendezése is. A múzeum mellett és mögött, a Bródy Sándor utcában illetve a Pollack Mihály téren főúri paloták, a Múzeum utcában pedig bérházak épültek. 1870-ben tervbe vették, hogy az Országút mentén új házsort építenek és kiegyenesítik az utat, ezért elvesznek a Múzeumkertből egy három méternyi sávot. A terv megvalósulására azonban csak 10 évvel később került sor. A kert méretét tehát 1879-ben 264 négyszögöllel (950 m²-rel) csökkentették, a kerítést 15 méterrel beljebb helyezték; az elbontott Kecskeméti kapu és Hatvani kapu közötti pesti városfalat részlegesen lebontották, és az így nyert területen új házsor épült. Cserébe viszont a Főváros közgyűlése vállalta, hogy a város rendben tartja a kertet és ingyen adják az öntözővizet, igaz, a területvesztés miatt jó pár fát és cserjét ki kellett vágni. Ennek a változásnak nem örült a közvélemény, ahogy azt a Fővárosi Lapok 1880. május 27-én meg is írta: „A muzeum-kert eleje szomorú látványt nyújt most. Huszonöt év előtt ültetett fái és cserjéi kivágva, elejéről egész hosszában több öl elfoglalva s deszkapalánkkal jelölve az uj és kissé megtört vonal, a hová majd a rácsozat jő. E munkálat a mily disztelen most a szemnek, oly bántó a tüdőnek, mert ugyancsak növeli a beállt nyárias napok porát. Hogy a park lényegesen megcsorbult, azt már látni, a látogatók, akik most oda mennek, rendesen elszörnyűlködnek s válogatlan kifejezésekkel tisztelik meg a közmunkatanácsot, mely elérte célját: elpusztitott a föld szinéről egy csomó szép fát és sűrű cserjét.”
A lap azonban már két hét múlva újabb cikket közölt, amiben pozitív változásokról ad számot: „A muzeum-kert elején együtt lehet látni most a pusztitás és az alkotás ellentétes képeit. [..] A közmunkatanács, – ismerjük el teljes készséggel – ugyancsak siet megmutatni a fővárosnak, hogy ha el is vágatott egy csomót a park elejéből, nyujtani fog érette szép kárpótlást. Látható már is, hogy a kert a sokkal szebb lesz, mint valaha. Az oszlopos homlokzat előtti kertrész már is jól mutatja a közeljövő képét. Egész hosszában be van már rendezve. Két oldalt, két emelt körágyban, melynek oldalait zöld-pázsitok képezik, nagylevelű s élénk-zöld növények ültetvék, melyeket koronkint hordható csövekből öntöznek. További pázsitszegélyű alantabbi kockákba törpe sűrű fenyőfélék és más díszcserjék ültetvék. Sokan nézik már is s mindenki elismeri, hogy szép lesz. Fel van ásva virágágyul szolgáló több hely is két oldalt. Künn pedig sok munkás dolgozik részibb a beljebb vitt vonal vasrácsozatának és az aszfaltjárda erős kőszegélyének lerakásán. A munka oly serényen foly, hogy e hó végén meglehetősen kész lesz. Kell is sietni, hogy legalább juliusban megszűnjék a porveréssel járó munka. A mostani leromboltság képe különben nem hat elriasztólag. Gyermekek serege táboroz a parkban, szaladozva a deszkákon s ülve a kiméletre most nem szoruló pázsiton.”
A kert átépítését Fleischmann és Weber kertészeti cég végezte nagyjából ugyanabban az időben, amikor a Várkert Bazár kertészeti munkái is folytak. A cég 3000 forintért végezte el az átalakítási munkákat és a kert rendbentartására is beadott pályázatot, évi 1400 forintért vállalva azt. A hatóságok el is fogadták az ajánlatot, és 1880-ban öt évre megkötötték a szerződést a céggel. A szerződés következménye az lett, hogy 20 év munkaviszony után felmondtak a múzeum kertészének, Stuchlik Ferencnek. A szerződés keretében a vállalkozó újrakavicsozta a kerti utakat, földet pótolt, szétbontotta a régi kutakat és megújította az öntözőrendszert, új virágágyásokat alakított ki és faráccsal körbekerítette őket, valamint felújította a 73 darab meglévő padot és a kerítésfalat is.
1880-ban két fontos döntést is hozott a Fővárosi Közmunkák Tanácsa, az egyiket a padokkal kapcsolatban: „...a kertben felállítandó 60 pad, 3-3 ülőhelyre felosztassék, és minden személy és ülés után egyszeri használatért 2 kr dj szedessék. Azon kívül még néhány szabad pad a közönség szabad használatára fog hagyatni.” A másik döntés a kert őrzésével volt kapcsolatos. Azt négy „áponcz”-ra, vagyis veterán katonára bízták, akik már amúgy is 1856 óta őrizték a kertet egyedül, vagy kettesével. A múzeumi parkőrök száma a kert kapuihoz lett kötve, ami akkor négy volt. A négy kapuból kettő a Múzeum körútra nyílt, a harmadik a Bródy Sándor utcára, a negyediket viszont nem nevesítik, de valószínűleg az a Múzeum utcai kis kapu, amit véglegesen 2000-ben szüntettek meg. 1888-ban már a kertészház mellett is volt egy-egy kapu, ezeket valószínűleg az 1880-as átalakítás során nyithatták, amikor a Schlick-féle vasgyárnak kifizették a kerítésen végzett munkáikat.
Az őrök előbb veterán 1848-as honvédek, majd az 1880-as, 1890-es évektől a solferinói és königgrätzi csaták volt katonái ügyeltek a rendre, akik molnárkék pantallót és szürke kabátot viseltek. A múzeum 1898-as szabályzata szerint „A kerti szolgák kötelessége első sorban ügyelni arra, hogy a közönség a kerti ültetvényeket, gyepeket és utakat meg ne rongálja, be ne szemetelje, s a muzeumi kertből, mint nyilvános üdülési helyről, minden gyanús külsejű vagy tisztátalan egyént, különösen csavargókat és koldusokat távol tartsanak, Az ilyeneket, vagy a károsítókat a kertből azonnal kiutasítani kötelesek, ellentállás esetén pedig, akár a muzeumi napos-szolga, akár a legközelebbi állomáson levő rendőr közbenjárását vehetik igénybe.”
Valószínűleg ez alatt az átalakítás alatt készültek el a Berzsenyi- és Kazinczy-szobor körüli köröndök. A múzeum előtti térség fakivágásai után sor került a hátsó traktus ritkítására is, de valószínűleg faültetések is voltak. Valószínű, hogy a kertben ma található legöregebb fák ebből, vagy a következő évekből származnak. Igen valószínű, hogy a kert egyik ilyen öreg fáját, a múzeum homlokzata előtt jobb oldalon, a Garibaldi-szobor mögött álló japánakácot ekkor ültették, hiszen a fa már a Kossuth Lajos 1894-ben lezajlott temetéséről készült képeken is látszik. A fa azért is érdekes, mert egészen addig a homlokzat elé nem ültettek fákat, csak cserjéket, talán azért, hogy az épület szépsége jobban érvényesüljön, és a homlokzat bal oldalára még ekkor sem került fa, csak az 1920-as években.
1882-ben megsüllyedtek a kerti utak, ezért azok újrakavicsozására előbb 12 köbméter, egy évvel később pedig újabb 30 köbméter szentmihályi bányakavicsot rendeltek.

##### A kert újra a múzeum kezelésében
A Múzeumkert – akkor már közkedvelt nevén Muzi – hamar a gyerekek kedvenc birodalma lett, ahogy azt Pásztor Árpád is megírta ifjúsági regényében, amiből sokat merített Molnár Ferenc A Pál utcai fiúk című művében. A gyerekek rohangászására, pázsitrongálására sok panasz érkezett, mivel azt a parkőrök sem tudták megakadályozni, így felmerült az igény egy játszótér alapítására. Az FKT is határozta, hogy megépít két játszóteret is a Pollack Mihály tér felőli oldalon és a parkőrök mellé még egy rendőrt is rendel. 1888-ban azt is vállalták, hogy a jövőben nagyobb figyelmet fordítanak a kertre. Az ígért vállalások azonban nem teljesültek, ezért a Nemzeti Múzeum 1889-ben újra átvette a kert gondozását, illetve a kerti munkák felügyeletét, mert nem szerződtettek új kertészt, hanem ismét vállalkozóra bízták a munkát, aki évi 2000 forintért vállalta azt.
A kertet a megbízott vállalkozó sem tartotta úgy rendben, ahogy az elvárható lett volna, sőt, a Pesti Napló kifejezetten nehezményezte, hogy „a vállalkozónak még külön mellékjövedelme is van az ülőhelyekből, mert a Muzeum-kert arról híres, hogy ott csak az ülhet, aki két krajcárt fizet. Néha fölmerült ugyan a kívánság, hogy a kertben is ingyenes padokat helyezzenek el, s párszor eleget is tettek a kívánságnak, de gondos kezeknek mindannyiszor sikerült a padokat vagy eltüntetni, vagy olyan félreeső helyen elhelyezni, hogy élő ember nem talált reájuk. Igazán dicséretes dolog volna, ha a Muzeum igazgatósága is foglalkoznék a kert rendbentartásával.”
Éppen ebben az időszakban építette a Múzeum körút felőli oldalon álló őrházakat ifjabb Wagner János 1895-ben. Valamint szintén ő tervezte az apja által épített kertészházhoz csatlakozó üvegházat is. Az őrházakra nagy szükség volt, mert a főhomlokzat előtt már 1848 óta álló fabódék botrányos állapotban voltak: „Nagyon kérnélek, intézkednél az épitésztöknél, hogy az ör számára a kapu mellett a rácsnál a rég elhatározott házikó tervét készitse el, mert addig a skandolózus fa köpenyeget nem távolithatom el, melybe esös időbe az ör éjjel behúzódik, nappal pedig a gyerekek tele pisálják. Igazi botrány, de addig míg a házikó el nem készül nem segithetek rajta.” kérte Pulszky Ferenc múzeumigazgató Szalay Imrétől, aki akkor még a múzeumi ügyekért felelős miniszteri tanácsos volt. Szalay tudott is segíteni, de már csak mint Pulszky utódja a múzeum élén.
A sok panasz miatt a múzeum 1898-ban vagy 1899-ben felmondta a vállalkozóval kötött szerződést, és Szalay a kert gondozásának irányítását múzeumi titkárára, Tóth Árpádra bízta. Tóth beosztottjai a kerti szolgák voltak, akik mellett napszámosok is dolgoztak.
 A Pesti Hírlap 1900. május 9-i számában dicséri Tóthot, mint a kert buzgó gondnokát, és felsorolja a pozitív változásokat: „A muzeum-kert egyébként is előnyös átalakulásokon ment át. A sétautakat mind megjavították, föltöltötték a virágágyakat, melyek most hatalmas orgonabokrokkal együtt teljes tavaszi pompájukban vannak, megszaporitották. Érdekes és jellegzetes újítás az is, hogy az Arany János szobrától jobbra és balra lévő gyepágyakban két hatalmas régi kőkoporsót helyeztek el. Ezeknek komorságát szintén virágok színdús csoportjai enyhítik.”
A parkból induló temetések sorát 1861-ben nyitotta meg Teleki László gyászszertartása, akit május 10-én százezres tömeg kísért utolsó útjára a Múzeumkertből indulva. A legnagyobb temetés Kossuth Lajosé volt 1894-ben, amikor a múzeum lépcsőjét nem csak teljesen beborították a koszorúk, de a kertbe is csak a kiválasztottak juthattak be. A 19. században itt tartották még Palóczy László és Dósa Elek búcsúztatását is 1861-ben illetve 1867-ben.

### 20. század

A Múzeumkert az első világháború alatt

#### A második világháború előtt
1902-ben felavatták a múzeumalapító Széchényi Ferenc, szobrát, egy évvel később Kisfaludy Sándor emlékművét.

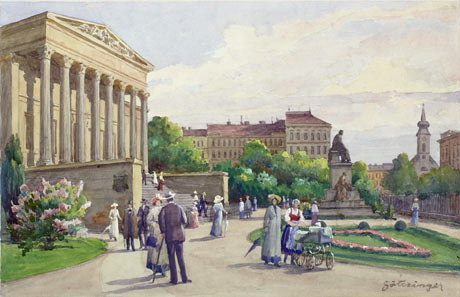
A Múzeumkert Hans Götzinger akvarelljén

1906. január 1-jén lépett be a múzeumhoz mint kertész Vanek Ferenc. Valószínűleg ő volt az első, aki családjával először lakott a kertészházban. Az épület északi részét ezidőtájt bővítették, talán éppen a Vanek család helyigénye miatt. A kertész az éppen fénykorát élő kertet vette át Tóth Árpád titkártól és a kert nagysága igen sok és sokrétű feladat elé állította őt, aki több mint 30 évig dolgozott ezután a kertben. 1908-ban a székesfővárosi tanács előírta, hogy a közkertekben minden növény mellé állítsanak kis táblácskát, amin szerepelnie kell a növény magyar és latin nevének. Ezek a táblák valószínűleg a második világháború végéig létezhettek a Múzeumkertben. A Pesti Napló beszámolt arról is, hogy a múzeum elrendelte a park szobrainak megtisztítását.
A parknak ebben a korszakában a kerti szobroknak nagy szerepük volt, fontos kertészeti feladat volt a műalkotások környezetének kiemelése. Vanek működése alatt állították fel a kertben a legtöbb szobrot, így ezirányú munkái megszaporodtak. Például az 1909-ben a kert északi oldalán elhelyezett Kacsás-kútnak a kertész egy körbefutó, borostyános kiemelést adott. A kút az 1930-as évekig maradt a helyén, akkor állították fel a helyére a Herman Ottó-emlékművet. A kúthoz tartozó vízvezeték megmaradt, és a Herman-szobor mészkőtömbjéből csordogáló víz egy kis madáritatót töltött meg a kőtömb előtt. A szobor elé elhelyezett mészkőtömbök 1956 körül tűntek el.
1912-ben harmincezres politikai nagygyűlést tartottak a kertben és környékén. 1914. július 23-án egy az egész országon átsöprő igen erős viharban a kert növényzete erősen megsérült, a szél gyökerestől döntötte ki a fákat. A Pesti Hírlap szerint „A vihar teljesen tönkretette a Múzeumkertjének Sándor utcai részét; az ott levő hatalmas fákat gyökerestül csavarta ki, de kárt tett a kertben elhelyezett különféle díszítményekben is és feldúlta a kertnek egész növényzetét. A kicsavart fák több helyen a kert vaskeritésére zuhantak, azt sok helyen megrongálták és széttörték. A rettenetes pusztulás oka az lehet, hogy a Muzeum kertjének talaja ezen a részen homokkal van feltöltve s igy a homokos talajon a fák nem tudnak mélyebben gyökeret verni.[...] A kert helyreállítása hosszabb időt fog igénybe venni. A Múzeum igazgatósága erre az időre a megrongált kertrészt a közönség elől elzáratta.”
1916-ban állították fel Rómer Flóris, Hampel József és Pulszky Ferenc közös szobrát. 1919. március 31-én a kávéházi pincérek sztrájkja idején a velük szolidaritást vállaló zenészek vonultak itt fel, és még ugyanebben az évben szocialista ifjúmunkás népgyűlést is tartottak itt. 1920-ban tüntetés volt a kertben a trianoni békeszerződés becikkelyezése ellen.
Vanek kertész működési ideje alatt elbontották az eredeti, Wagner-féle üvegházat, amiben már 1894 óta a park egynyári virágait nevelték, és a helyére egy korszerűbb és nagyobb üvegházat építettek. Az új üvegházat a földbe építették, egyhajós volt, három asztallal és kanálisfűtésű termesztőberendezéssel volt ellátva. Az üvegház pontos építési ideje nem ismert, de nem lehet későbbi, mint 1926-os. Ugyanakkor egy 1928-ban készült híradófelvételen az épület már régebbinek látszik, nemigen köthető a múzeum 1923 és 1928 közötti átalakításához, amit Kismarty-Lechner Jenő hajtott végre.
1926-ban felmerült a park felújítása, de azon kívül, hogy a felújítást Glück Frigyes is szorgalmazta, nem történt semmi, bár Lechner készített erre is egy tervet, amin látszik, hogy újra tervezett lapiáriumot a kertbe, ami a Bródy utcai kaputól a Múzeum utcaiig futott volna az épület háta mögötti kerítése helyén. A terv szerint a Múzeum utcai kaput egy magasságba helyezte volna a Bródy utcaival, és elé állította volna az Apollón-szobrot, amögé pedig magas cserjét, hogy a látogatók ne a szobor fenekét lássák meg először a kapun belépve. Bár a tervekből semmi nem valósult meg, valószínűleg ekkor rakták ki a főhomlokzat előtti utat sárga keramittéglával, ami egészen az 1970-es évek elejéig létezett.
Az 1930-as években újabb szobrokat avattak: Alessandro Monti és Giuseppe Garibaldi szobrát, és elhelyezték a kertben a Forum Romanum-oszlopot is. Az utóbbi kettő a főlépcső jobb és bal oldalán kapott helyet.
Vanek működése idején is ültettek fákat, így az 1914-es vihar után, és a főhomlokzat északi oldalán lévő szilfa is az 1920-as évekből származik. Az utakat is többször kavicsozták ez idő alatt, például III. Viktor Emánuel olasz király múzeumi látogatása előtt. Vanek Ferenc a háború előestéjén, 1939-ben ment nyugdíjba, vele „egy békés korszak zárult le a kert történetében, az őt követő kertésznek már nem csak a négy évszak kihívásaival kellett szembenéznie.”
A század első felében több jeles személyiséget is a kertben ravataloztak fel: Hieronymi Károlyt 1911-ben, Kossuth Ferencet 1914-ben, Görgei Artúrt 1916-ban, Justh Gyulát 1917-ben, Ady Endrét és Eötvös Lorándot 1919-ben, Bem Józsefet 1929-ben, Klebelsberg Kunót 1932-ben és Zichy Jánost 1944-ben. Szintén a múzeum lépcsőjén ravatalozták fel az 1921-es királypuccs, azaz a budaörsi csata halottait.

#### A második világháború alatt

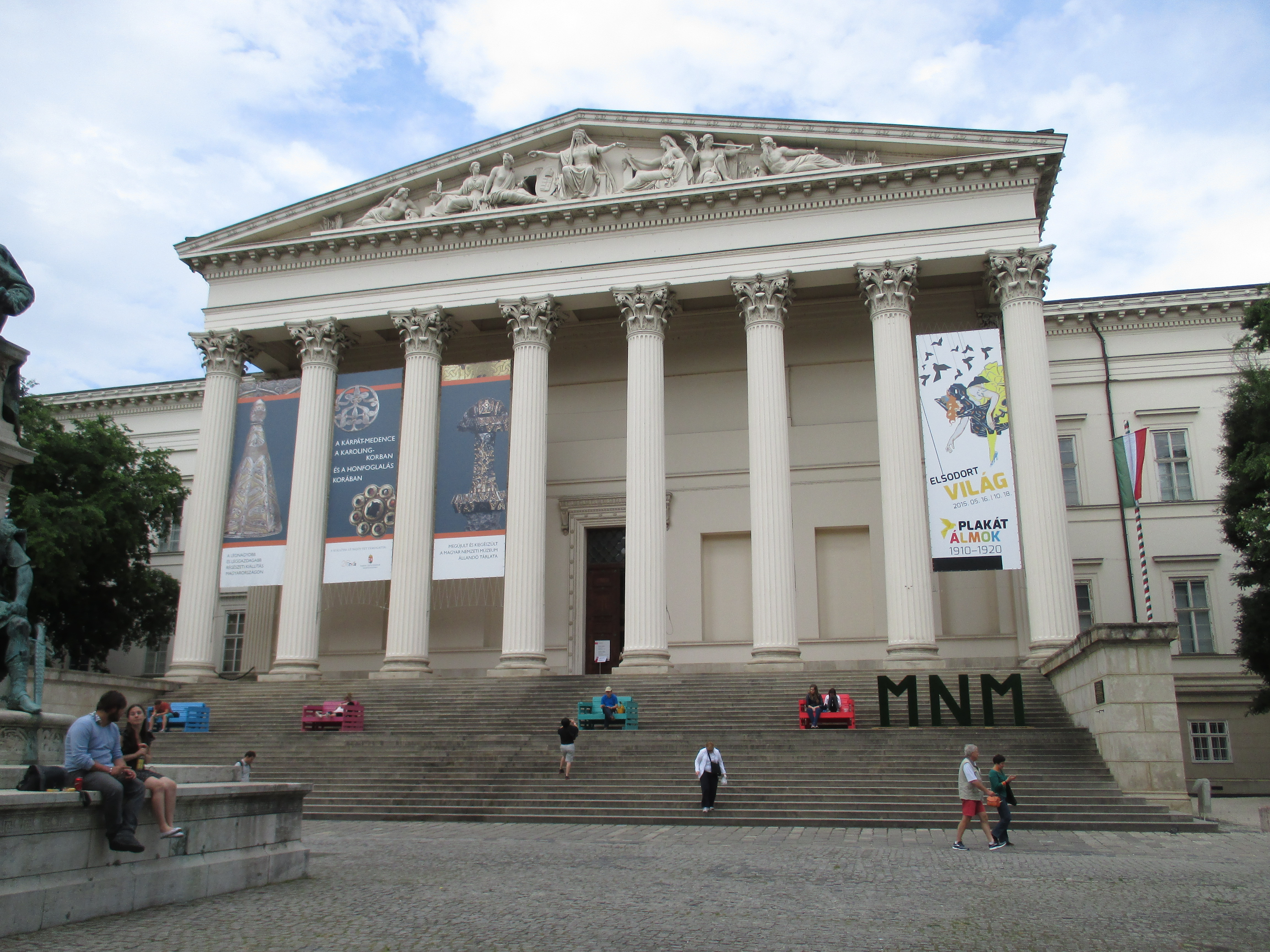
A múzeum főhomlokzata 2015 júniusában

A múzeum lengyeli uradalmában, a korábbi Apponyi-kastélyban állt alkalmazásban Bezdek Ferenc, aki Vanek utódjaként került a Múzeumkertbe, mint kertész, 1939 augusztusától. Az átadás-átvételkor a kert növényjegyzékében 63 faj és fajta, összesen 1200 példány szerepelt.
A második világháború alatt, részben emlékezve a kert kialakítása idején rendszeresen megtartott koncertekre, részben külföldi példákat követve 1938 és 1944 között évente hat hangversenyt szerveztek a múzeumban Kresz Géza rendezésében „Múzeumi matinék” néven, ahol rögtön a nyitó előadáson Dohnányi Ernő, valamint Székelyhidy Ferenc és kamarazenekara léptek fel.
1944-ben az Arany-szobortól délre 20×12×16 méteres és 6 méter mély légoltalmi medencét építettek, egy beton víztárolót. Ezt 1952-ben a kerületi tanács szerette volna újra üzembe helyezni, de a múzeum akkori vezetője, Fülep Ferenc tiltakozott. A medence építésekor kitermelt földet a kert hátsó részében helyezték el.
Ugyanezen év szeptemberében, egy légitámadás során érték a múzeumot az első találatok, ami miatt a tető északi része kigyulladt. 1945. január 16-án pedig előbb német, majd orosz katonák szállták meg a kertet és az épületet. A németek a múzeum első emeletéről lőttek a Pollack Mihály tér felé, illetve a Bródy és a Múzeum utca végénél egy-egy páncélost helyeztek el, és valószínűleg a park másik két szegletében is állhattak német katonák. Ezen a napon nagy károk érték a kertet és a szobrokat. A legnagyobb harc Bródy Sándor utcai oldalon folyt, ekkor lőtték szét Kisfaludy Károly szobrát, és ekkor pusztult el a Himfy-lant talapzata is. A harc során 20 német katonát támadtak meg az oroszok a Múzeum utcai oldalon, akik a Kálvin tér felől érkeztek, így a németek a Bródy utcai kapu felé menekültek, ahol így alakult ki a leghevesebb harc, amiben több orosz is elesett. Ekkor a németek a Kálvin tér felé eső főkapun akartak menekülni, de nem sikerült, holttesteik még hetekig temetetlenül hevertek a parkban.
Ezen az 1944-45-ös télen a Nemzeti Múzeumban és pincéjében lelt menedékre több mint 100 ember, a múzeumi dolgozók családtagjai, köztük Bezdek és családja. A múzeum akkori igazgatója, Fettich Nándor naplója szerint, aki szintén ezen az óvóhelyen tartózkodott „[Január 17-én] Fölmenni [az óvóhelyről] életveszélyes volt. A múzeum kapui tárva-nyitva, ajtók-ablakok kiverve. A múzeum kertjéből erős géppisztoly- és gépfegyver zaj, nem is szólva a gyakori gránát és akna detonációktól, amelyek meg-megrázkódtatták az öreg múzeum falait.”
Ezután a kert orosz harci járművekkel telt meg és január 22-én aknavetőket is felállítottak. Fettich naplója szerint „Ma reggel órákon át igen heves pergőtüzet zúdított az orosz tüzérség Buda ellen. A kertünkben felállított sok aknavetőtől zengett az egész épület.” Ugyanezen a napon az oroszok kivezényeltek négy embert, köztük Györffy György történészt, hogy a Múzeum utca felőli oldalon vágják ki a négy legnagyobb fát, mert akadályozzák az aknavetőket. Valószínű, hogy a kert más fái is áldozatuk estek a háborús harcoknak.
A katonákat a kertben temették el, február 13-án 11 orosz és négy német katonát két nagy sírba, de előtte két héttel öt orosz tisztnek jutott ideiglenes sírhely az Arany-szobor előtt. A következő tavasszal a holttestek egy részét exhumálták, és katonai temetőbe szállították, de a 2018-as felújítás során is találtak emberi maradványokat a kertben.
1945-ben orosz katonák átvizsgálták a kertet, fel nem robbant aknák, kézigránátok és bombák után kutatva. Először a parkban illetve a múzeum belső udvarán akarták felrobbantani őket, de erről letettek, azonban 1947-ben mégis akadt olyan bomba, amit helyben kellett felrobbantani. 1945. március 15-e előtti hetekben elrendelték a park kitakarítását és rendbehozatását az ünnepre, de azt az orosz hatóságok végül betiltották és katonák állták útját az ünnepelni készülő tömegnek.
A kertész és családja a háború után visszaköltözött a kertészházba, és egészen 1966-ig, Bezdek haláláig ott éltek. 1945-ben Bezdek keze alatt 3-4 napszámos dolgozott, hiszen a kert munkálatait egyedül nem tudta volna ellátni, de a munka fő irányítója nem ő, hanem a múzeum Gazdasági Hivatal munkatársai voltak. Egy 1940-ben kelt levél szerint Bezdek kezdetben nehezen szokott bele ebbe a másfajta munkamegosztási stílusba, mert a levél szerint, melyet egy orvos küldött a múzeumnak, a „Muzeum kertészete, illetve virágágyai, virágai az idén határozottan hanyatlást mutatnak a tavalyi és megelőző évekkel szemben. Mint budai villatulajdonos, gyakran mentem át a muzeum kertbe, gyönyörködni és ötleteket meríteni annak szépségéből és művészi rendezettségéből.” A helyreállítás során Bezdek és emberei 1377 m³ földet mozgattak meg és virágágyások mellett veteményest is kialakítottak, ami a háború utáni élelmiszerhiányban egyáltalán nem volt szokatlan.

#### A kert helyrehozatala a háború után

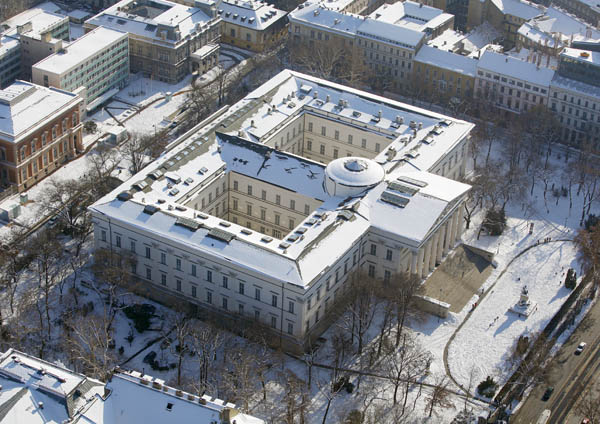
A Múzeumkert 2010 telén

A háború után a szovjetek „ideiglenesen” röplabdapályát alakítottak ki a kertben. Két évvel később a Magyar Kommunista Párt Központi Vezetőségének Sportosztálya azzal az ötlettel állt elő, hogy a múzeum engedélyezze egy „esztétikailag is szép látványt nyújtó” röplabdapálya létesítését a parkban. A múzeum Tanácsa azt felelte, hogy az egész területet parkosítani szeretnék már csak azért is, mert ez az átellenben (vagyis az Esterházy-palotában) lévő Köztársasági Elnöki Hivatal kérése is. A párt azonban még a válasz megérkezése előtt elkezdte megépíteni a sportpályát, de tudomásul vették, hogy a pálya csak a kert rendezéséig maradhat fenn. A sportpálya zártkörű volt, csak engedéllyel lehetett használni.
A kert ekkor még a régi, háború előtti képét mutatta, a két főkapu között keramitkockás út volt, a sétányok vagy földesek voltak, vagy apró sóderrel voltak felszórva. A két kaputól az oldalbejáratokig bazalt-gránit burkolatú utak vezettek. A kertészházban a múzeum utolsó kertésze, Bezdek Ferenc és családja lakott, mellette a hajdani üvegház kertészeti raktárként szolgált. A kertben még álltak az Ágacska-típusú padok és a Buchwald-székek. A székjegyeket csak a háború után, 1947-ben szüntették meg. Az ezt követő években az utcákon már fölöslegesnek számító reklámpadokat helyezték el a Múzeumkertben, majd később fekete-sárgára festett írószer-, Tóth- és Szentendrei-típusú padokkal helyettesítették őket.
1948-ig csak a kertészházat hozták rendbe, nagyobb fejlesztések nem történtek, például nem volt játszótér sem, ami sok problémához vezetett. Egy újságolvasó panasszal is élt emiatt a Világ című lapban: „A Múzeum-kertben nem engedik a gyermekeket játszani, azaz »homokozni«. A kert végén van egy kevés piszkos homok, de pad nincs a kísérők részére. A kert őre nem szeret udvariaskodni. Egy anya”. Ez a helyzet még 1950-ben sem rendeződött, újabb panaszok után egy élesebben fogalmazott írás is született, amit a kultuszminiszterhez küldtek „Szabadság! Anyák, dolgozók, gyermekek, beteg munkások” aláírással:
„Ez a kert a fent körülirt körzeti lakók részére képezi a nyári pihenést-üdülést és a menekülést a hőség elől az ott még megmaradt néhány fa árnyékában. Legfontosabb a Sándor utcai oldal, amely inkább egy ganéj és profészek (sic!) mint üdülőhely a pázsitok kimarva tele papirhulladékkal s ürülékkel, padok alatt öntözés után pocsolya, a papirkosár heteken át nincsen kiüritve és az allék ápolás hiányában az ott futkosó gyermekek okozta egy porfelhő. A padok, amelyek kemények és kényelmetlenek, össze-vissza feküsznek, szinte az allé közepén, úgyannyira, hogy a sok gyermek kocsival majdnem egész széltében elfoglalják. A Sándor utcai kapu irányában, egy lóitató csapot szereltek a gyermekeknek, alatta pocsolya, s a gyermekek cipője tele vizzel, holott, ide elvárnok, hogy egy gyermek-egy szökőkút szereltessék már azért is, hogy-a gyermekek már ez uton is tanulják és maguk előtt lássák a Demokrácia rendszerét. [...] A Muzeum és Esterházi sarkon barbárikusan elpusztitott terület ma egy-sivatag, tessék oda sürgősen fákat ültetni. [...] A Muzeumkertre a jelzett terület 80000 lakása esik, tehát az oda menő nagyrészt kispolgár-proletárok érdekében kényelmük-egészségük és felviditásuk érdekében mindent meg kell tenni, mert Elvtárs is tudja, hogy ma a nyaralásra a lakosság 90%-ának nem telik pénze. De micsoda az a sok piszok ott az oszloplépcső jobboldali falában lévő ablakokban, tele piszokkal-ganéjjal, hulladékokkal. [...].”
A levél hatására a múzeum felettes szerve, a Múzeumok és Műemlékek Országos Központja is választ vár a múzeum igazgatójától, Mihalik Sándortól, aki 1950 májusában elismerte a panasz jogosságát, és a Múzeumkert olyanképpeni rendbehozatalát sürgette, hogy legalább olyan szép legyen, mint a közeli Károlyi-kert. Válaszában leírta, hogy „A felszabaduláskor a múzeumkert súlyosan sebzett állapotban volt és temetővé változott. Ebből az előnytelen helyzetből lassan ismét kertjellegűvé változott: a sáncföldeket elfuvarozták, a víztároló nagy medencegödröket betömték és elplanírozták, azonban továbbfejlesztése és szépítése személyzet és anyagi okok miatt igen lassan haladt és bizonytalan [...] Kétségtelen, hogy az idei évben radikális, gyors fejlesztés nem várható, mert az erre rendelkezésre álló 5000 forintból magvakat és egyéb ilyen elemi szükségleteket tudunk csak beszerezni. [..] A Népi Demokrácia nagy igényei megkövetelik, hogy legalábbis nyomós ivócsapok álljanak a gyerekek részére, gyermekhomokozó is legyen a kertben. [...] A mostani padok és székek tényleg elégtelenek, stb. Csakis olyan jól bevált és nagystílű intézmény tud itt radikális eredményt produkálni, mint a FŐKERT.” Így a múzeum 86 ezer forintos költségvetést nyújtott be a park helyzetének rendezésére, és javasolta, hogy a kert rendben tartását a FŐKERT vegye át. A tervezetet, ami szerint 120 díszfát és 1000 cserjét javasolnak elültetni, Bezdek készítette el. Továbbá tervbe vették 40 m³ sárgásvörös gyöngykavics terítését és egy 8×6 méteres homokozó építését is, valamint összesen 100 pad és szék és 15 tájékoztató tábla kihelyezését is. Mindezen tervek megvalósulásához a kertben akkor dolgozó 4 munkatárs mellé tovább 6 főt, valamint a 2 parkőr mellé még kettőt is igényeltek. Ez a terv azonban nem valósult meg.

##### 1950-től 1956-ig
Ennek ellenére 1951-ben mégis csak történtek pozitív változások, mert a kert állapotáról elismerően nyilatkoztak 1952-ben. 1951-ben decemberében érkeztek fák a parkban, a Pestvidéki Állami Erdőgazdaság mendei üzemegységéből: 20 darab ezüstjuhar csemete, 6–6 csörgőfa, ezüstfa, vadgesztenye, zöldjuhar, japán akác és mezei szil. Ekkor ültették be a főhomlokzat előtti bal és jobb oldali terecskéket, ahol addig csak egy-egy fa állt. A múzeum éppen fennállásának 150. évfordulóját ünnepelte 1952-ben, ezért az épület külső renoválása is ebben az időben történt meg. Ugyanekkor, 1952 májusában ültették be az Arany-szobor két oldalán lévő növényszigetet ötágú csillag alakban virágokkal.
1951-ben a látogatók által okozott károk is igen nagyok voltak. Fülep Ferenc igazgató arról számolt be egy jelentésében, hogy „a közönség kitörte az oszlopokat, felszakította a drótkerítést” és évente átlag 2000 m² területet kell letaposás miatt újrafüvesíteni. A padokat is rendszeresen megrongálták: 1950-ben 67 ép pad állt a kertben, a következő évben már 20 padot összetörtek, és újabb egy év múlva ismét 20 ment tönkre. A Buchwald-székek száma ugyanezen okokból szintén csökkent 20 darabra. A rongálásokkal párhuzamosan a közbiztonság is romlott, több rablást is elkövettek a kertben 1951-ben.
Mindezen feladatokkal a múzeum vezetése nehezen tudott megbirkózni, hiszen közben nekik magát a múzeumot is gondozniuk kellett, így 1953 szeptemberében a kert kezelését átadták az akkor Budapesti Parkfenntartó Vállalat (BPV) néven működő FŐKERT-nek.
A BVP munkájával kezdetben nem voltak megelégedve, Dénes Sándor múzeumigazgató-helyettes 1955 márciusában levélben panaszolta fel, hogy a társaság elhanyagolja a kert rendben tartását. Három hónappal később már javuló tendenciák voltak láthatóak, azonban továbbra is felrótták a BPV-nek, hogy ígéretével ellentétben semmit nem tett a kerti melegágyak üzemeltetésével kapcsolatban. Se nem használja, se nem bontja le az üvegházat, hogy a helyét parkosítani lehessen. A múzeum kérésére végül az utóbbi történt meg még 1955-ben. Az üvegházat darabokra szedték és a Vágány utcai kertészetbe újra összeszerelték. Az elbontott üvegház helyét azonban továbbra sem parkosították, hiszen 1956 áprilisában a kert éppen erre szólította fel a céget „a Kisfaludy-szoborig bezárólag”. Szeptemberben azért emeltek panaszt a BPV ellen, mert a megegyezéssel ellentétben nem kérték ki a múzeum véleményét akkor, amikor betonpadokat és asztalokat helyeztek ki a kertbe. A padokkal szemben nem volt kifogása a múzeumnak, de az asztalokkal szemben igen, mivel szerintük azt „ezekután ebédlőül használnák fel”. A kérést elutasították, az asztalok és paok több évtizedig a kertben maradtak, az utolsó asztalt és padjait a 2018-as felújítás során szüntették meg.
1956 októberében (elképzelhető, hogy már 23-án este) lövészárkokat ástak a forradalmárok. Ennek oka az lehetett, hogy a Rádió épülete egy karnyújtásnyira volt a parktól, a Bródy Sándor utca 5-7 szám alatt, így annak ostroma idején a kert keleti oldalából is lőtték ennek az épületét. A tömeg a Múzeumkertbe vonult vissza. 24-én a kertből és a múzeumépületből tüzelő forradalmárokat Solymosi János alezredes katonái fegyverezték le. Örkény István, aki ott volt ennél az ostromnál, naplójában megemlíti a parkot is: „Mentünk, mentünk, míg el nem dördültek az első sortüzek. Mondják, hogy a jó katona nem lép holttestekre. Mi rosszabbak voltunk a lovaknál, futtunkban rátapostunk saját halottainkra. De ugyanakkor egy ismeretlen, aki majdnem föllökött a rohanásban, visszaszólt: Pardon, bocsánat. A Múzeumkertben a menekülők kikerülték a virágágyakat, de az utcára érve felgyújtottak két autót. Ezeket jól összeszidtuk, mert még egyikük se tudta, hogy már felkelők vagyunk.”
1956-ban harci járműveket tároltak a kertben, viszont ennek ellenére csak egy kis fa dőlt ki, a járművek okozta talajhibákat a következő évben kijavították. 1957–58-ban a Kazinczy-szobor mellett egy könyvsátort állítottak fel, ahonnan helyben olvasásra lehetett könyveket kölcsönözni, a pavilont az Országos Széchényi Könyvtár üzemeltette.. A parkban ekkor nyolc virágágyás volt, amikben egynyári virágok és részben kétnyáriak kaptak helyet, évelők nem voltak a parkban. A hátsó és az oldalsó kerítések mentén cserjék álltak, a fák pedig kissé sűrűen voltak ültetve.
A háború előtti Múzeumi matinék folytatódtak, bemutatták Joseph Haydn A patikus című vígoperáját, és az 1960-as években is szerveztek néhány hangszertörténeti bemutatót.

#### 1956-tól 1970-ig

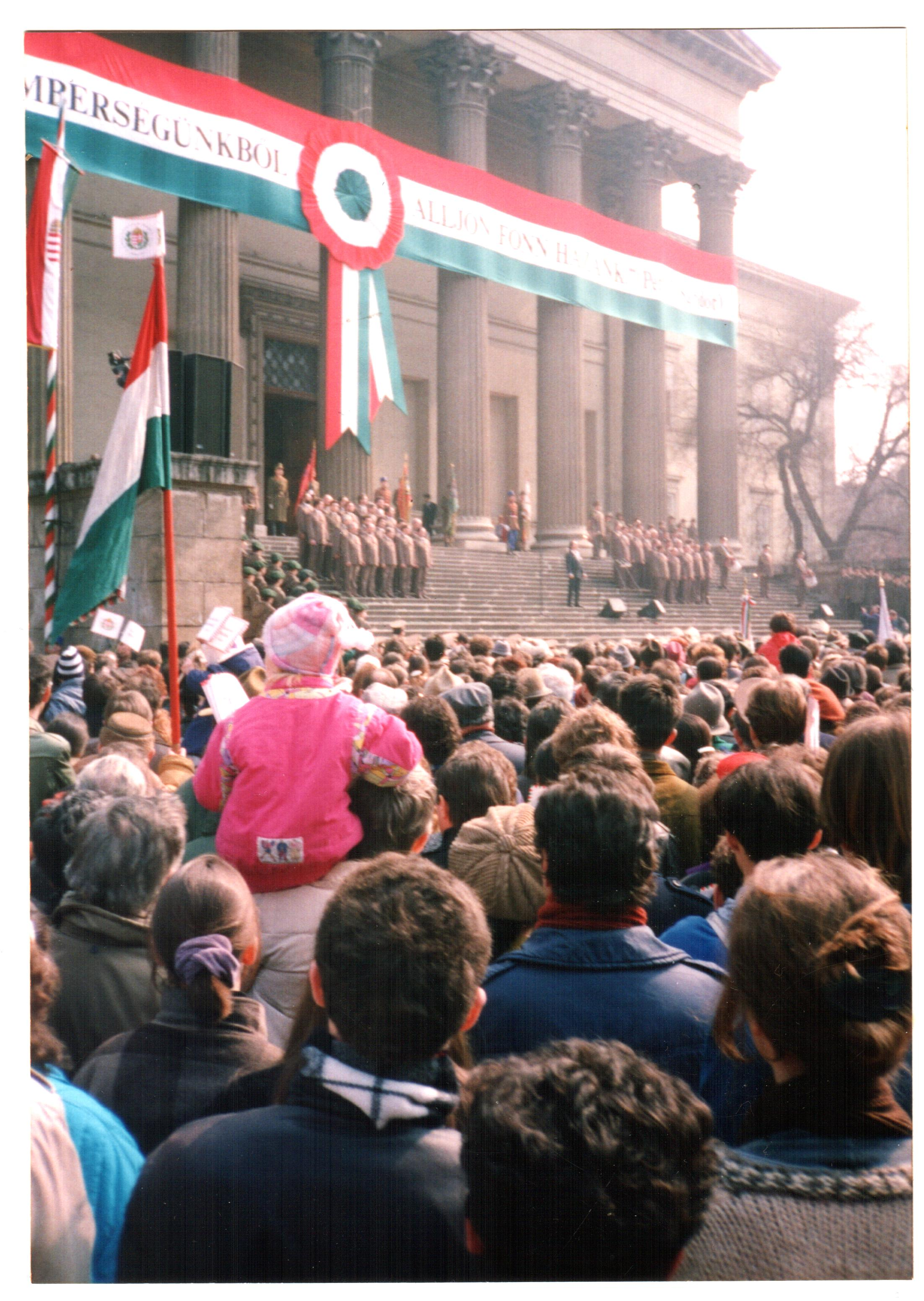
Március 15-i ünnepség a kertben, 1991-ben

1961 nyarán egy vasárnap délelőtt „váratlanul” megjelent a Múzeumkertben a Pénzügyőr Fúvószenekar Józsa András karnagy vezetésével és a fák alatt játszani kezdett, mire a nézőközönség azonnal odasereglett. A zenekar vasárnapi kerti hangversenyei éveken át folytatódtak, közben a közönség kérésére műsorközlőt is alkalmaztak, majd dobogót is kapott az együttes, és az idősebb zenehallgatók kedvéért a Fővárosi Kertészet padokat is beállított. Nem volt ritka, hogy egy-egy alkalommal akár több mint ezer ember hallgatta a térzenét. A zenekar műsorán klasszikus zene mellett népszerű könnyűzene, de alkalmi bemutatóknak is helyt adtak, így például az első űrrepülés emlékére elhangzott Gömöri Séta az űrben tánclépésben című műve. A Pénzügyőr Zenekar mellett idővel más zenekarok is felléptek a kertben: különböző honvédzenekarok, a Belügyminisztérium Tűzrendészetének zenekara, a Vasas Művészegyüttes Szimfonikus Zenekara, az együttesekkel pedig olykor énekesek is felléptek, például Ercse Margit és Sümegh Zsuzsa. Telente a hangversenyek a múzeum termeiben tartották. A koncerteket ingyenesen lehetett látogatni, a fellépők minimális gázsit kaptak. Az 1960-as években 10 év alatt a nyári koncerteknek mintegy 250 000, a télieknek körülbelül 20 000 látogatója volt, összesen körülbelül 500 hangversenyt adtak.
A rendezvénysorozat az 1970-es években is folytatódott, a műsoron már Beethoven és Bartók jubileumi műsorok is szerepeltek, és a fellépők között volt Berkes Kálmán, Kincses Veronika, Kocsis Zoltán, Lux Erika, Ránki Dezső, Ladomerszky Margit és Gencsy Sári. A térzene is folytatódott a kertben, ahol a közönség már nyomtatott műsort kapott, és egyre több különböző zenekar lépett fel: Ganz, Guttenberg, Pénzintézeti, Pénzügyőr, Vasas, Vasutas, KISZÖV, ÉDOSZ.
 Amikor a Szent Korona hazakerült az Egyesült Államokból 1976-ban, a beltéri hangversenyek számára már nem jutott elegendő hely a múzeum falain belül, ezért az egész hangversenysorozatot átköltöztették a Várba.
1973-ra szükségessé vált egy nagyszabású kertfelújítás. Az új tervek gyökeresen megváltoztatták a korábbi elrendezést. A felújítást a Fővárosi Kertészet végezte, mintegy 100 millió forintból, a belső felújítás költségeivel együtt. Csorba Vera tervei alapján készült el az átépítés 1977-ben, mely gyökeresen megváltoztatta az addig angolkertes kialakítást, ami helyett részaránytalan mértani szerkezetet alakítottak ki. A növényállományt is megváltoztatták: több örökzöldet telepítettek, amik eddig szinte teljesen hiányoztak a kertből.

#### 1970 és 2000 között
1984-ben a kalocsai érsekség kertjéből áttelepítettek három kobusi liliomfát. 1976-ban felavatták Josef Wisowsky szobrát, a lengyel kormány ajándékát.

#### A rendszerváltás után
1995-re a kert újból elhasználódott, illetve a múzeum alapításának bicentenáriumára készülődve teljes felújításnak akarták alávetni mind a múzeumot, mint a parkját. Addig az épületen több más múzeummal és gyűjteménnyel kellett osztoznia a Magyar Nemzeti Múzeumnak, de ezek kiköltözésével elindulhatott a rekonstrukció. A felújítás azonban pénzhiány miatt egyre tolódott, bár Antóczi Gusztáv vezetésével részfeladatokat elvégeztek, így a metróépítés következtében emelkedő talajvíz miatt az épület fala mellett pinceszinten szellőzőfolyosókat építettek, és a vízvezeték elavultsága miatt a kert önműködő öntözőberendezést kapott.
2010-re jószerével már csak „végtelenül lestrapált”, ideiglenes parkolóul szolgáló Múzeumkert valódi felújítása maradt hátra és egy olyan bejárat létrehozása, ahol a műtárgyakat is biztonságosan lehet ki-be szállítani. Azonban a rekonstrukció kezdetekor, 1996-ban létrehozott állandó kiállítás újra elavulttá vált, és a modern, 21. százai múzeumokkal szembeni követelmények is mást várnak már el az épülettől.

### 21. század
A múzeum lépcsőjének 2004-es felújításakor végzett ásatásokon feltárták a múzeum helyén korábban állt palota maradványait. Ezekből megállapítható volt, hogy Pollack Mihály ennek a korábbi épületnek a homlokzatára építette rá a lépcső alatti pince falait. Buzás Gergely régész bizonyította, hogy a korábban itt állt épületet legalább egyszer jelentősen átalakították. Az épületnek a barokkra jellemző rizalitja volt, valószínűsíthetően erkélye is, és átépítésekor kapott a főépületre merőlegesen két új szárnyat, ahol hosszú folyósokról nyíltak a helyiségek. Az egész épület alatt dongaboltozatos pince húzódott mintegy 3 méteres belmagassággal, ami túlfutott az épületen is.
Az északi pince, ami az Arany-szobor mellett kezdődik és kifut a Múzeum körút alá is, jó állapotban maradt meg, mivel a múzeum építésekor nem töltötték fel teljesen földdel, csak elfalazták. Szélessége 5 méter, hossza 31 m, a Múzeumkert felőli végét szintén utólag húzott fal zárja le. A pince környezetében 18-19. századi dísz– és konyhai kerámiákat találtak, amelyek feltehetően a Batthyány-villa konyhájáról származhatnak. Feltételezik, hogy az eredeti házat Batthyány Lajos építtethette, míg az átépítést a fia, Batthyány Tódor végeztethette el, valószínűleg 1767-ben. A feltárás során kiderült, hogy az épület nem egyszerűen majorsági központ lehetett, hanem nagyjából akkora palota, mint a Károlyiaké nem messze a múzeumtól. A múzeum vezetősége kérésére a pincék megőrzése, további feltárása és felhasználása érdekében az ekkor tervezett mélygarázst nem a feltárás területén építették meg.

#### A felújítás

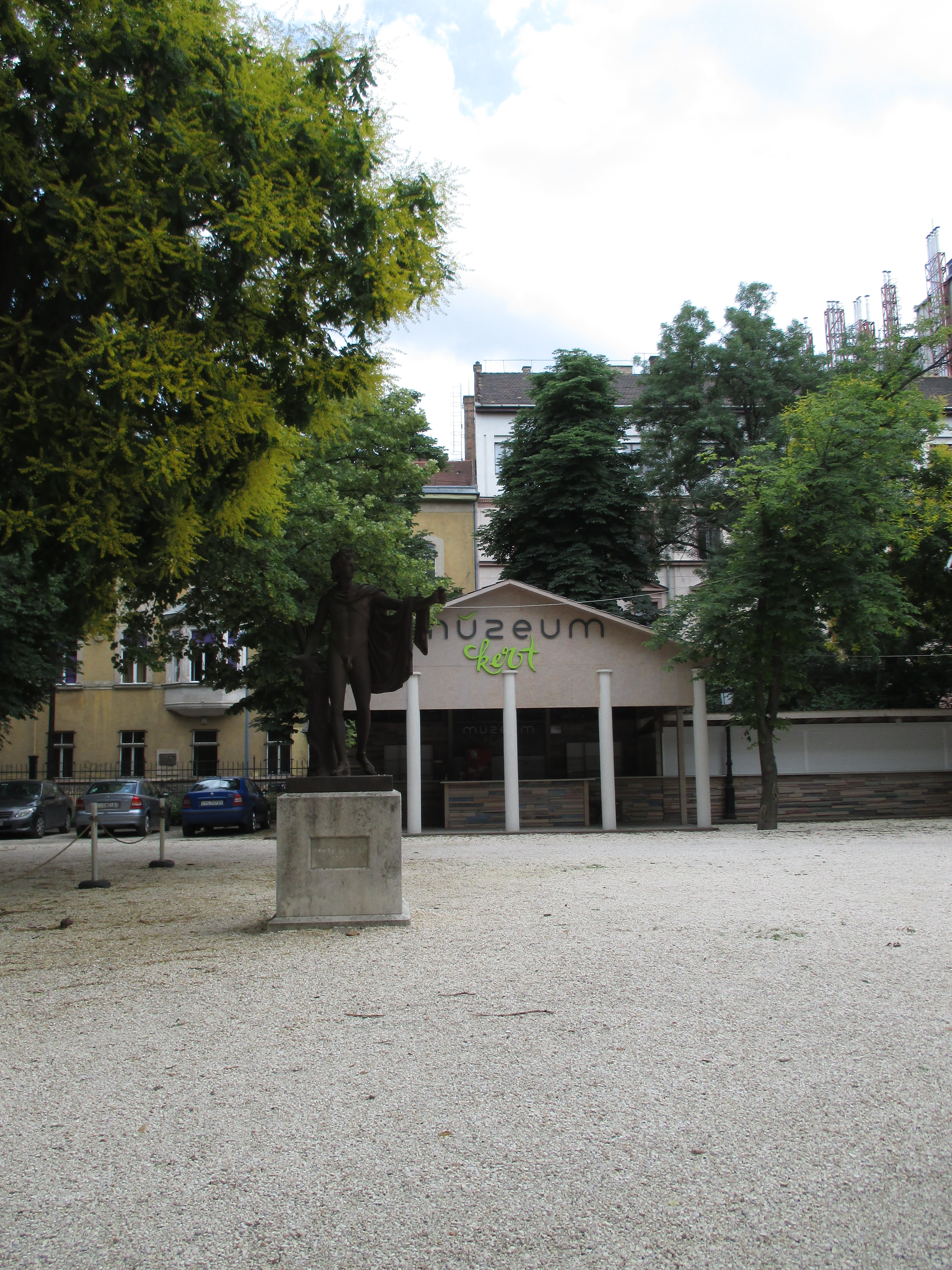
A felújítás előtt, 2015-ben. A Belvederei Apollón-szobor környezete: balra parkoló, mögötte kerti pavilon.

##### Korai tervek a felújításra
2009-ben írt ki a múzeum éppen leköszönő igazgatója, Kovács Tibor nemzetközi pályázatot az 1995-ben kezdődött rekonstrukció harmadik ütemére.
Kovács a nyilatkozataiban az eredeti elképzelést körvonalazta, amelyben a kert megújulása mellett föld alatti parkoló, a műtárgyforgalom könnyebbé tétele, a látogatók számára új kényelmi terek kialakítása szerepelt. A valós kiírás azonban olyan homályosan lett megfogalmazva, hogy a hatvannál is több pályázó jó része azt olvasta ki belőle, hogy a terv az egész Nemzeti Múzeum újragondolása. A pályázatot a zsűri döntése alapján Mányi István nyerte. Mányi az épület rekonstrukcióját befejezettnek tekintette, és a kívánt funkciókat a felszín alatt kívánta elhelyezni. Ennek a elgondolásnak a hírére botrány tört ki. A pályázat utólagos megvitatására kétestés vitát szerveztek a Kortárs Építészeti Központ szervezésében, melyen világossá vált, hogy a múzeum új igazgatója, Csorba László és helyettese, Rezi Kató Gábor azt a megoldást támogatják, ami a tízmilliárd forintos költséggel felújított épületet a lehető legkevésbé bontja meg, mivel a teljes változatlanul hagyás nem lehetséges. Mányi terveiben szerepelt a múzeum két udvarának befedése (amit addig a Műemlékvédelmi Hatóság mindig megakadályozott), valamint új bejáratot és közönségforgalmi tereket képzelt el, valamennyit az épület előtt, ám a föld alatt. Más pályázók tornyokkal építették volna be az udvarokat, vagy az oldalbejáratokat tették volna meg fő bejáratokká. Mányi István terveit 2013 után, európai uniós forrásból szándékoztak megvalósítani.

##### A felújítás ötletpályázata és határideje
A felújításra ötletpályázatot írtak ki 2016-ban, melyre 12 pályamű érkezett be. Ebből három díjazottat választottak ki, az első helyezett 2 millió, a második 1,5 millió, a harmadik egymillió forint jutalmat kapott. A győztes pályaművet a TÉR-TEAM Kft. nyújtotta be, a tervezők Szabó Gábor, Szende András, Juhász Kristóf Attila, Győre Viola és Orbán Nóra. A második helyezett a Pagony Kft. lett (tervezők Bognár Emese és Rahnama Azadeh), a harmadik helyen végzett pályaművet Stéhli Zoltán Imre készítette. A végleges terveket Balog Zoltán, az emberi erőforrások minisztere 2017 januárjában terjesztette a kormány elé, a tervek szerint a rekonstrukció az év végére készült volna el. A kert felújítását végül 2018 januárjában kezdték el, miután történeti kutatásokat végeztek a kerttel kapcsolatban és megszerezték a szükséges engedélyeket a munkálatokhoz.
A rekonstrukció kivitelezése a Belvárosi Építő Kft. műve. A felújítás célja a park történeti hitelességű helyreállítása, és a 21. századi követelményeknek megfelelő többfunkciós tér létrehozása. A tervek szerint 38 fát kivágtak volna, és 25 fa ültetését is tervezték, ezen kívül a már meglévő, de nem használt útburkolatok elbontásával összesen 8200 m² zöldfelület jött volna létre. Az elültetendő fák között ritkaságok is szerepeltek: vörös juhar, gingkó és magnólia. Tervezték a közműhálózat teljes felújítását, melynek során majdnem 3 km hosszú víz- és csatornacsövet kívántak lefektetni és megújítani tervezték a teljes elektromos hálózatot is. A kertbe öntözőhálózatot is telepíteni akartak és a modern követelményeknek megfelelően Wi-Fi-hálózat kiépítése is szerepelt a tervek között. A park felújításának része, hogy restaurálják a kert szobrait, köztük az Arany-szoborral, melyet a talpazatával együtt állítanak helyre. A munkálatokkal 2018. nyarának végére szándékoztak végezni.
2018 novemberében jelent meg az 1607/2018. (XI. 27.) számú kormányhatározat, melynek célja, hogy a Múzeumkert felújítására 408 072 688 forint többletforrást biztosítson. A határozatban deklarálták, hogy „a Palotanegyed kulturális célú fejlesztésének előkészítéséről szóló 1382/2016. (VII. 21.) Korm. határozat 4. pontjától, valamint a Magyar Nemzeti Múzeum 2017 és 2022 közötti megújítási koncepciójának egyes kérdéseiről szóló 1407/2017. (VI. 28.) Korm. határozat 4. pontjától eltérően a) a beruházás megvalósításának határideje – a b) alpont kivételével – 2019. február 28., b) a kertészház felújításának határideje 2019. április 30. legyen.”

##### Feltárások a parkban
A felújítással járó nagyarányú földmunkák lehetőséget adtak arra, hogy régészeti feltárásokat végezzenek a parkban. Elsőként önkéntesek közreműködésével fémkeresős felderítést végeztek. A talált tárgyak többsége ún. „recens szemét” volt, (pl. söröskupakok), de találtak elhullajtott, mai korból származó magyar és külföldi pénzérméket is, mélyebb rétegekből pedig korábbi korszakok emlékei kerültek elő: lőszerhüvelyek, korábbi pénzek, puskagolyók, 19. századi fémgomb és egy vas palacsintasütő, ami valószínűleg az 1944–45 telén a múzeumban menedéket talált családok valamelyikétől kerülhetett a földbe. A fémkeresés mellett 20-40 cm-es mélységben egy 15-20 cm vastag, élénksárga réteget is megfigyeltek, amit a sétautak felszórt maradványának azonosítottak.
A felújítás során állatmaradványokat is találtak, legtöbbször lovakat (négy példányt), amiken feldarabolás nyomai is láthatóak voltak. Nagy valószínűséggel az állatok a második világháború idején pusztultak el, és az akkori éhínség során szolgáltak táplálék gyanánt. A parkban találtak még kutyakoponyát is, valamint strucc-, medveféle és kenguru-maradványokat is, amiknek a származása ismeretlen, de felmerült lehetőségként a múzeum Afrika-gyűjteményében 1956-ban kitört tűzvész, amely során a teljes gyűjtemény megsemmisült. Mindenesetre ez az eset csak a struccmaradványokra adna magyarázatot, a medvére és a kengurura nem. További elméletek szerint a maradványok a közeli ELTE Természettudományi karának gyűjteményéből, vagy szintén a háború alatt a Fővárosi Állat- és Növénykertből kiszabadult, vagy az éhínség miatt megevett állatoktól származhatnak.
2018 tavaszán a kert Kálvin tér felőli részén a Hadtörténeti Intézet és Múzeum valamint a Német Háborús-sírokat gondozó Népi Szövetség segítségével feltártak egy sírt, melyben 14 ember maradványait (7 orosz, 5 magyar és két német) és használati tárgyait találták meg, továbbá előkerültek német és szovjet kézigránátok és éles lőszerek. Valószínűsíthető, hogy a hely a Fettich Nándor háborús naplójában leírt egyik „orosz tömegsírral” azonosítható.
A parkot Főkert gondozza.

##### Viták a felújításról
Mivel a park növényzete igen besűrűsödött azok alatt az évek alatt, míg nem gondozták megfelelően, az új tervek a növényzet megritkítását, a beteg példányok és az invazív fajok eltávolítását is célul tűzték ki. Ezzel többen, köztük környezetvédők nem értettek egyet, már csak az egyre fokozódó klímaválság miatt sem, ami inkább fák ültetését kívánná meg kivágásuk helyett, de az öreg fák kulturális jelentőségük miatti kivágását is ellenezték. Így 2016 augusztusában Garay Klára biológiatanár, blogger véleménycikket jelentetett meg, melyben a Múzeumkert felújításának kiemelt beruházássá tételét nehezményezi, mert szerinte így a kert „Különösen kikerül a szakértő kertészek és tájépítészek kezéből, akiket újabban arra használnak, hogy terveikkel igazolják az igazolhatatlant. Az igazgató már nyilatkozik is: a beteg, öreg fák eltakarják az épületet, nem lehet kilátni az (elfüggönyözött) ablakokból. „Ökológiai sivatag” a kert. Tudjuk, hogy ezek a mondatok ágyaznak meg a fák pusztításának.” Cikkében megemlít több fát, amit véleménye szerint tévedés, sőt hiba kivágni. Így egy 380 cm-es kerületű bálványfát, amit 1860–65 körül ültethettek. Garay szerint, bár a bálványfa invazív faj, azért szerinte a fa még nem büntethető, különösen, hogy szerinte ez a legnagyobb és legöregebb bálványfa az országban. Szintén megemlít egy 335 cm-es kerületű szilfát, aminek a „bűne”, hogy túlnőtt a múzeumon, és eltakarja a homlokzat szépségét, valamint további, kivágásra ítélt példányokat. Végül summázza gondolatait: „Nem akarok arra a korra gondolni, amikor múzeumba kerülnek azok a lócák, sörpadok és sámlik, amelyekhez a fákat a fővárosi parkokból éppen napjainkban vágják ki. Vajon a kis tárgybemutató táblákon megemlítik, hogy pl. Ez a szilfa élt 135 évet, azért nem 400-at, mert valakinek útjában állt, és éppen a felismerhetetlenségig át akarta alakítani a várost? Vagy egy a dohányzó asztal X.Y kúriájából került múzeumunkba. Készült a fővárosi fák nagy irtásának éveiben, 2010 és 18 között?”

#### A járvány alatt
2020 kora tavaszán Magyarországot is elérte a világszerte áldozatokat követelő COVID-19 koronavírus-járvány. Emiatt előbb a múzeum zárt be, 2020. március 17-től, majd alig 1 hónappal később az addig szabadon látogatható Múzeumkertet is bezárták 2020. április 11-én a húsvéti ünnepek idejére, majd a következő hét szombat-vasárnapjára is.

## A park leírása
A park a múzeum mind a négy oldalát körülöleli, s vasráccsal van kerítve, nyolc bejárattal, kettő a Múzeum körút felől, egy-egy a Bródy Sándor utca és a Múzeum utca felől és négy a Pollack Mihály tér felől.

### Élővilága

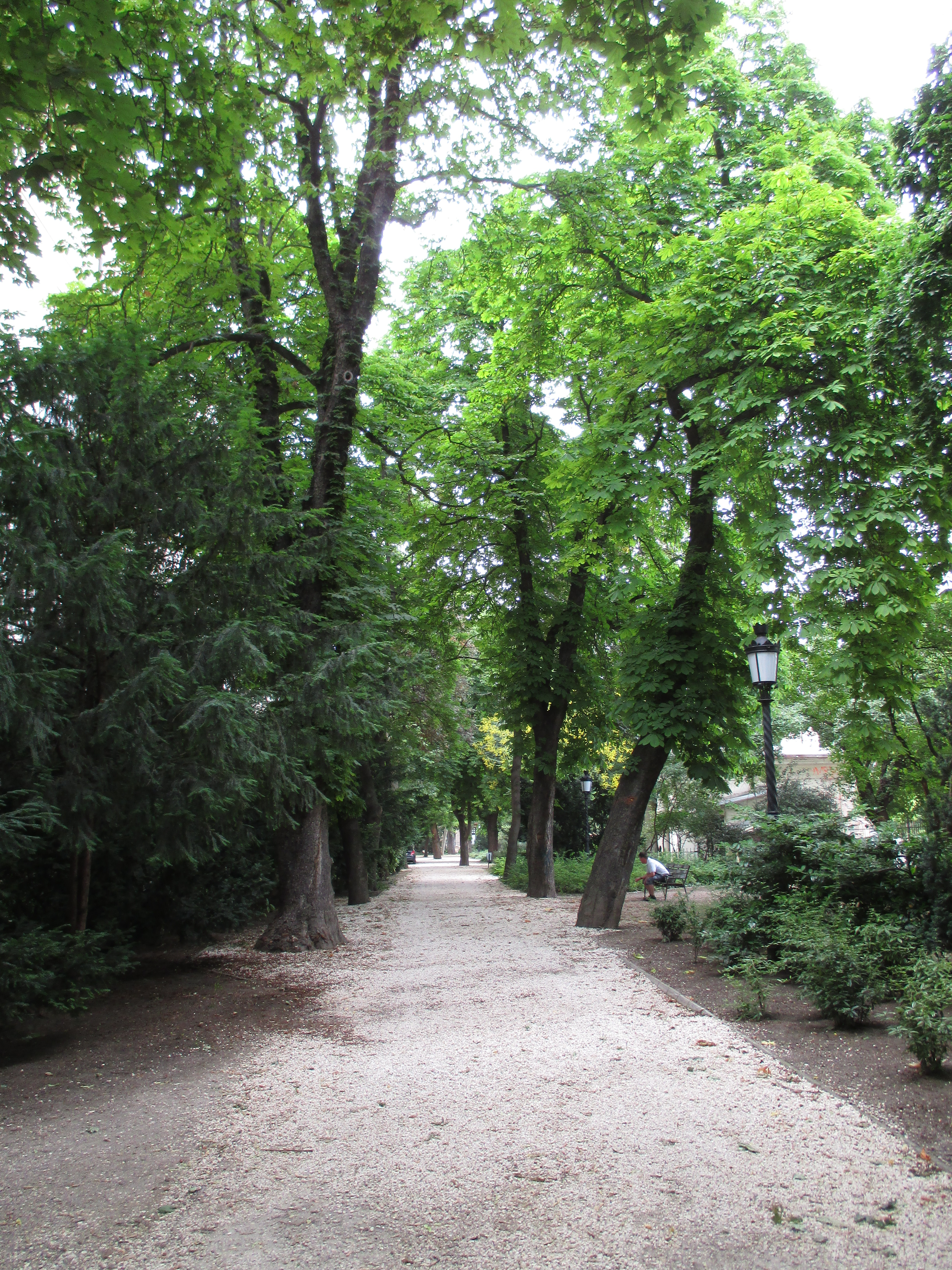
A kert egyik sétánya a felújítás előtt, 2015-ben

#### 2018 előtt
A kertben az 1970-es évektől kezdődően erősen besűrűsödött a növényzet. Egy 1993-as felmérés szerint akkor a kertben a természetes növénytakaró 43 rendszertani egységből állt, az egynyári dísznövények 20, a kétnyári dísznövények 3, az évelő dísznövények 7, a cserjék 55, a fenyőfélék 17, a lombosfák 33 és az állatok 39 rendszertani egységet képviseltek. Természetes növénytakaróként jelen volt a kertben többek között parlagfű, vérehulló fecskefű, százszorszép, fekete nadálytő, nagy csalán. Az egynyáriak között Kleopátra tűje, indiai virágnád, bársonyvirág, paprikavirág, a kétnyáriakat a nefelejcs, kerti árvácska és a százszorszép képviselte. Az évelők között megtalálhatóak voltak a tulipán, lángszínű sásliliom (sárgaliliom), gyöngyvirág, japán szellőrózsa, a cserjék között borostyán, aranyeső, babérmeggy, közönséges jezsámen.
A kertben voltak figyelemre méltó növények, főleg fák, amik közül néhány már 2008-ban sem élt: a múzeum Bródy utcai oldalbejáratánál állt egy óriási korai juhar, amit korhadás miatt kellett kivágni. A főbejárat bal oldalánál álló tiszafa elpusztult. Volt egy nagy fügefa a Pollack tér–Bródy utcai sarokrészen, ami már az 1929–30-as télen elfagyott, a kerítés menti amerikai sárgafát pedig kivágták, akárcsak az akkori játszótéren álló kőrisfagyalt. A Berzsenyi-szobor mellett álló kínai magyal kiszáradt.
A 2008-ban élő fák közül említésre méltó egy török mogyoró, a Bródy utcai oldalon egy nagy bálványfa, mellette fekete dió és kanadai vasfa. Ritkaságnak számít a kocsibejárat közelében egy pireneusi tölgy, ami mellett egy páfrányfenyő is állt. A Washington-kő környékén néhány hegyi szil állt. A kert legnagyobb fái a platánok és a japánakácok voltak, alig kisebbek a juharok és a nyárfák. A kerítés mentén tiszafasövény húzódott és látható volt néhány malonyai tuja is.
Az állatvilágot, többek között, giliszták, háromféle csiga, lótücsök, fülbemászó, hangyák, tetvek, darazsak, méhek, legyek, pókok, galambok, fekete rigó, házi veréb, valamint kutyák és macskák képviselték.
A kert Múzeum körút–Bródy Sándor utcai sarkánál lévő szegletében áll néhány öreg fa, amikről nem lehet tudni, hogy a kert első telepítésének időszakából származnak-e. Ezek között van zöld juhar, hegyi szil, magas kőris, bálványfa, fekete dió, fehér vadgesztenye, csörgőfa és japánakác.

### Látnivalók

#### 2018 előtt

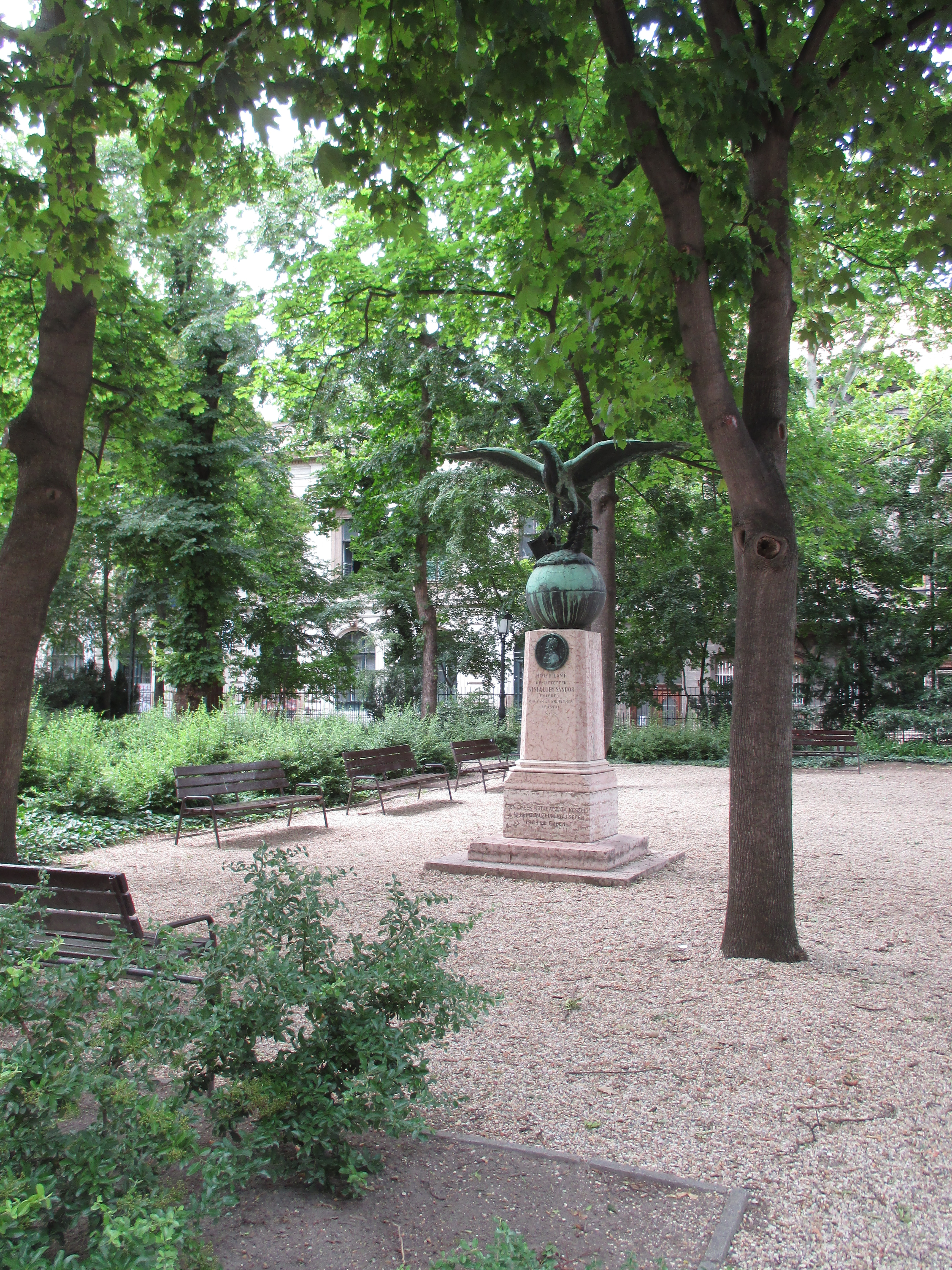
Kisfaludy Sándor emlékműve, a „Himfy-lant” a felújítás előtti környezetében, 2015-ben

A park számos szobrát és emléktábláját eltérő időpontokban állították fel, és némelyiket időközben át is helyezték. A Budapest 1918 és 1946 közötti állapotáról készült kataszteri térképsorozaton látszanak a szobrok elhelyezkedései is, de a konkrét szobor megnevezése nélkül. Eszerint a kertben akkor 9 szobor és 7 síremlék kapott helyet. Egy 1937-es térképen 5 szobor helyét tüntették fel: Arany János szobra a főhomlokzat előtt, Kazinczy Ferenc szobra a Múzeum körút és a Bródy Sándor utcai sarokrésznél, Széchényi Ferencé a múzeum északi oldalánál, Kisfaludy Károly szobra az akkor még Eszterházy utca nevet viselő Pollack Mihály tér és a Múzeum utca által bezárt sarokrésznél, Berzsenyi Dániel szobra pedig a Múzeum körút és a Múzeum utca által határolt sarokrésznél volt.
2008-ban a három régész közös emlékműve a Pollack Mihály tér és a Bródy Sándor utca sarkánál lévő parkrészen volt, mögötte a csorgókúttal. Az alapító, Széchényi Ferenc szobra a Bródy utcai oldalbejárattal szemben állt. A Forum Romanum-oszlop a főbejárat bal oldalánál állt, a Baháalláh-emlékmű pedig az Arany-szobortól jobbra. Alessandro Monti szobra szintén a Bródy utcai oldalbejárattal szemközt volt elhelyezve, és ekkor még létezett a korábbi játszótér is a Múzeum utca felőli oldalon.
A Múzeumkertnek vannak olyan szobrai és egyéb műtárgyai, amik a 2019-es felújítás után már nincsenek a kertben.
- Kacsás-kút: lebontották, és a múzeum pincéjében tárolják. Nevét a kút káváján álló kacsákról kapta.
- Forum Romanum-oszlop: a római Forum Romanumról származó oszlop. Restaurálás miatt elszállítva.
- Úttörő-emlék
- Több római kori szarkofág és kő
- Baháalláh emlékműve

#### 2018 után
A 2018–19-es parkfelújítás során a szobrok elhelyezkedése némileg változott. A 2019. szeptemberi állapot szerint a parkban – a múzeum épületétől eltekintve – 18 szobor, emléktábla és egyéb megtekintésre érdemes látnivaló található.

##### A főhomlokzat előtt

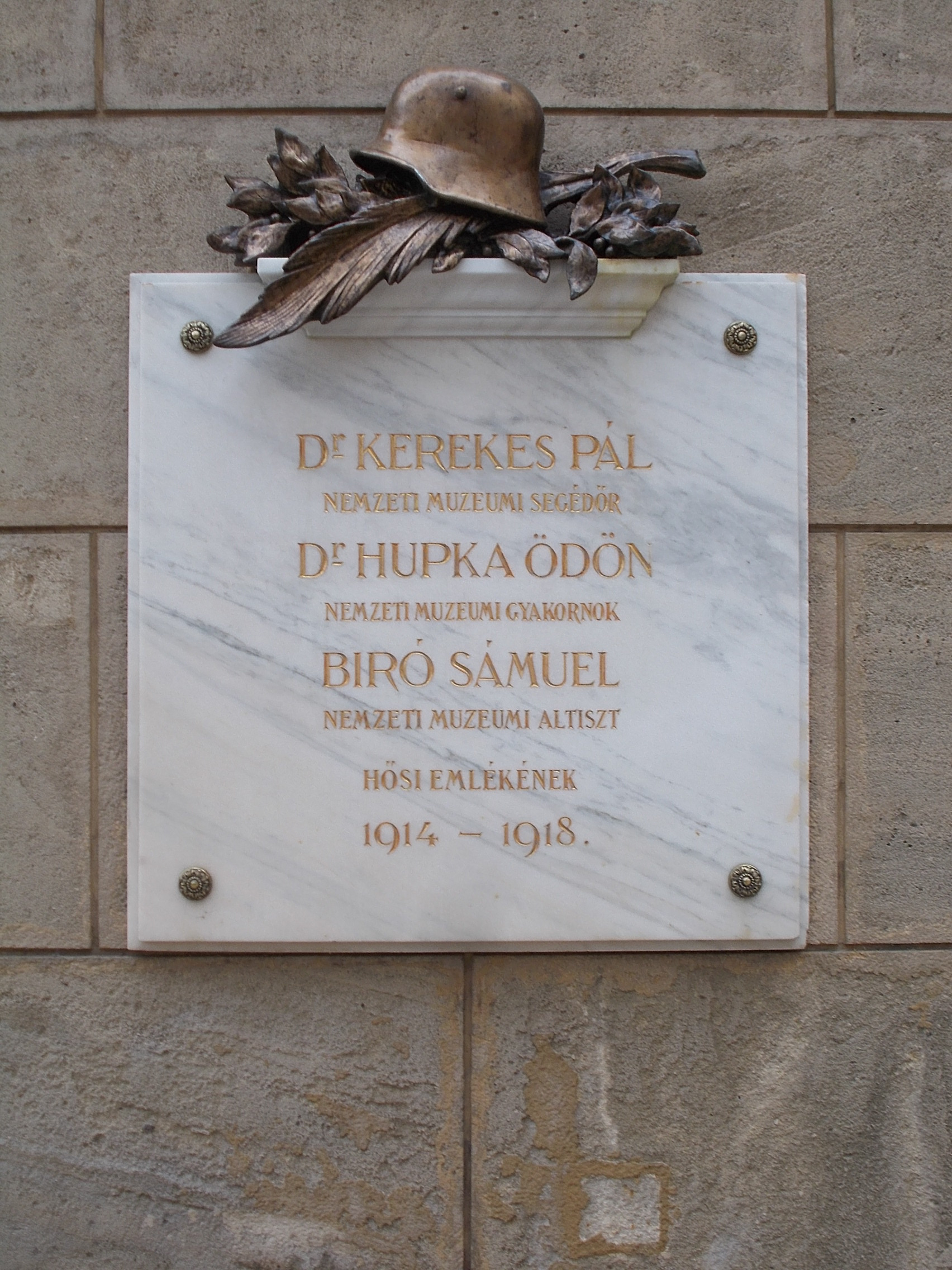
A múzeum első világháborúban elesett dolgozóinak emléktáblája

- Közvetlenül a múzeum homlokzata előtt látható a park legnagyobb és legimpozánsabb szoborcsoportja, melynek központi alakja Arany János, aki amellett, hogy a magyar irodalom jelentős alakja, a Magyar Tudományos Akadémia főtitkára is volt. A szobor két mellékalakja Arany Toldi-trilógiájának két alakját, Toldi Miklóst és Rozgonyi Piroskát ábrázolja.[16] A szobrot Strobl Alajos készítette 1893-ban,[16] a talapzat Schickedanz Albert tervezése.[17] A mellékalakokhoz Pekár Gyula író és Széchenyi István unokája, Széchenyi Alice szolgált mintául.[17] A szobrot 2017-ben restaurálás céljából elvitték a kertből és 2019-ben helyezték újra vissza.
- Nemzeti emlékhely oszlopa[73]
- Giuseppe Garibaldi emlékműve halálának 50. évfordulója alkalmából [17] A talapzat domborműve azt a jelenetet ábrázolja, amikor Garibaldi kezet szorít Türr Istvánnal. (Kuzmik Lívia, 1932)
- Széchényi Ferenc bronzszobra. Széchényi ezen a szobron az aranygyapjas rend ruháját viseli. (Istók János, 1902) Széchényi végrendeletében tiltotta meg, hogy róla képet vagy szobrot készítsenek, de a Múzeum alapításának 100. évfordulójára mégis elkészíttették ezt a művet.[17]
- Kerekes–Hupka–Bíró emléktábla, a főlépcső jobb külső oldalán, mindhárman a múzeum dolgozói voltak, akik elestek az első világháborúban
- Bauer Sándor-emléktábla, a főlépcső jobb belső oldalán
- Petőfi-emléktábla, a főlépcső bal külső oldalán
- Vasvári Pál-emléktábla, a főlépcső bal belső oldalán

##### A Bródy Sándor utcai oldalon
- Kazinczy Ferenc mellszobra, (Vay Miklós, 1861)[17]
- Herman Ottó domborműve egy nyersen hagyott kőtömb fülkéjében, amelyen két pacsirta emlékeztet arra, hogy Herman ornitológiával is foglalkozott (Horvay János, 1930)[17]

##### A Pollack Mihály tér felőli oldalon
- Kisfaludy Sándor gránit emlékműve, mely egy földgömbön álló kiterjesztett szárnyú sast ábrázol, amely a karmaiban lantot tart. (Petrovits Döme, 1848) A bajai szobrász alkotására „Magyar- és Erélyhon leányai” indítottak gyűjtést, de az 1848-as események miatt a talapzatra már nem jutott pénz, így csak 1903-ban állították fel a szobrot, melyet „Himfy-lantnak” is hívnak.[74][17]
- Kertészlak
- Alessandro Monti bresciai mellszobrának másolata (Kuzmik Lívia, 1931)[20] A szobron a név Monti Sándor alakban szerepel. Az 1970-es években a szobor még a Bródy Sándor utca felőli oldalon állt.[20]
- Csobogó
- Kisfaludy Károly márvány emléke, Ferenczy Istvánnak egyetlen köztéren álló alkotása, 1836-ban készült, de 1875-ben állították fel. Eredetileg magas talapzaton volt, Kisfaludy felé egy nőalak lantot és babérágat nyújtott.[17] A második világháborúban a szoborcsoport elpusztult, és csak Kisfaludy szobrát hozták helyre.[17]
- Rómer Flóris, Pulszky Ferenc és Hampel József közös emlékműve római kori sírkövek mintájára készült sztélén (Hültl Dezső tervei alapján) három domborművű mellszobor, melyek Damkó József alkotásai (1916)[20]. Az 1970-es években a szobor a Bródy Sándor utca és a Pollack Mihály tér által alkotott sarokban volt.[17]
- Vasvári Pál szobra, amit 2021-ben állítottak fel, a szobrot a Vasvári Pál Polgári Egyesület adományozta a Nemzeti Kulturális Alap támogatásával.

##### A Múzeum utcai oldalon
„A Múzeumban ősi szarkofág van,

kint a kertben orosz katonasír.

Kisfiú szalad kék mackóruhában,

s a krónikás egy tönkön verset ír.
Fölnéz, meglátja Arany János szobrát

és ceruzáját búsan elteszi.

Téli szél gyűri a légó-víz fodrát

s Toldi hő arcát hóval legyezi.”
- Játszótér
- Belvederei Apollón másolata (eredeti a Vatikáni Múzeumban). Az eredeti szobrot valószínűleg Leókharész i. e. 4. századi görög szobrász készítette. A másolat öntöttvasból készült.[17] A szobrot egy nagykőrösi tanár, Tomori Anasztáz ajándékozta a múzeumnak – 1894-ben – azzal a feltétellel, hogy a Múzeumkertben állítják fel.[17][20]
- Berzsenyi Dániel bronz mellszobra, (Vay Miklós, 1860)

## A Múzeumkert a kulturális életben
Zömmel a Múzeumkertben játszódik Pásztor Árpád Muzi című ifjúsági regénye,amely az 1880-as évek gyerekvilágát mutatja be. Pásztor alakjáról mintázta Molnár Ferenc A Pál utcai fiúk egyik szereplőjét, és a regény einstand-jelenete a Múzeumkertben játszódik.
Mivel a Múzeumkert már az 1880-as évektől kezdődően szerelmi találkozóhely is volt, több film vagy cikk használta ilyen jelenetek színteréül, és korabeli sláger is született „A Múzeumkert előtt várlak én” címmel.
Tóth Eszter 1945–46-ban írta meg 12 részből álló versciklusát, melynek mindegyik darabja budapesti helyszínekhez kötődik, az egyik helyszín a Múzeumkert.

### Kiadványok a Múzeumkertről
Hosszú és gazdag története ellenére a parkról egészen 1955-ig (és jobbára utána is) csak hírlapi tudósítások jelentek meg, az első múzeumi ismeretterjesztő füzetet Fejős Imre írta Százéves a Múzeumkert címmel, 1955-ben. Ezt újra kiadták 1962-ben, majd 1980-ban Korek József, a Nemzeti Múzeum főigazgató-helyettese írt egy bővebb kiadványt a kert történetéről. Ezt követte a Tájak–Korok–Múzeumok sorozatban 1999-ben a Múzeumkertről szóló füzet, melyet Börcsök Erzsébet írt. Az első könyv, mely kifejezetten és kizárólag a Múzeumkert történetével foglalkozik, a park felújítása után, 2019 novemberében jelent meg a múzeum főmuzeológusának, Debreczeni-Droppán Bélának tollából, 214 oldalon, a Magyar Nemzeti Múzeum és a Martin Opitz Kiadó gondozásában Múzeumkerti kalauz címmel.

### Könyvek
- ↑ BPL:  Budapest lexikon. Budapest: Akadémiai Kiadó (1993). ISBN 963 05 6410 6
- ↑ BPÚC: dr. Rohonyi Katalin, Marót Miklós. Budapest útikönyv. Budapest: Corvina Könyvkiadó (1970)
- ↑ BPÚP: Wellner István. Budapest. Budapest: Panoráma-útikönyvek (1979). ISBN 963 243 167 7
- ↑ DEB: Debreczeni-Droppán Béla. Múzeumkerti kalauz. Budapest: Magyar Nemzeti Múzeum, Martin Opitz kiadó (2019). ISBN 978 963 9987 54 8
- ↑ KÖ:  Kertörökségünk: Történeti kertek Magyarországon. Budapest: MNM Nemzeti Örökségvédelmi Központ és a Civertan Bt. (2011). ISBN 978 963 7061 87 5

### Folyóiratok
- ↑ BUD1970/4: Zolnay László (1970). „Nagy-Budapest tája a korai középkorban”. Budapest 8. (4.).
- ↑ BUD1970/8: Volly István (1970). „Múzeumi Zenés Délelőttök”. Budapest 8. (9.).
- ↑ BUD1977/12: Korek József (1977). „A jubiláló Magyar Nemzeti Múzeum”. Budapest 15. (12.).
- ↑ BUD1978/9: Vértesy Miklós (1978). „A Múzeum körút”. Budapest 16. (9.).
- ↑ BUD1981/10-39: Király Péter (1981). „Múzeumi matinék”. Budapest 19. (10.).
- ↑ BUD1981/10-40: Volly István (1981). „Új kezdeményezések”. Budapest 19. (10.).
- ↑ BUD2005/9: N. Kósa Judit (2005). „Igazi legenda a Múzeumkertben”. Budapest 28. (9.).
- ↑ BUD2006/3: Debreczeni-Droppán Béla (2006). „A forradalom kertje – 150 éves a Muzi”. Budapest 29. (3.).
- ↑ BUD2009/11: Aradi Péter (2009). „Rendelt zenék Budapestről”. Budapest 32. (11.).
- ↑ BUD2010/8: N. Kósa Judit (2010). „Botrány a Muziban”. Budapest 33. (8.).

### Online
- ↑ HVG-1: hvg.hu: Hatmilliót osztottak ki a Múzeumkert ötletpályázatán, 2016. (Hozzáférés: 2019. december 13.)
- ↑ HVG-2: Garay Klára: A Múzeumkert is megújul – de hogyan?, 2016. (Hozzáférés: 2019. december 13.)
- ↑ KÖZ: Magyar Közlöny, 186. szám, 2018. 11. 27.. (Hozzáférés: 2019. december 10.)
- ↑ MAP: Történelmi térképek online. mapire.eu. (Hozzáférés: 2019. szeptember 27.)
- ↑ MEK: Pesti László–Tarjányi Ferenc: Budapesti nagy parkok növényjegyzéke: Múzeumkert (pdf). mek.oszk.hu (Magyar Elektronikus Könyvtár), 2011. (Hozzáférés: 2019. október 28.)
- ↑ MNM-1: Magyar Nemzeti Múzeum: Múzeumkert. mnm.hu. [2019. július 3-i dátummal az eredetiből archiválva]. (Hozzáférés: 2019. szeptember 24.)
- ↑ MNM-2: Magyar Nemzeti Múzeum: A Múzeumkert. mnm.hu. [2019. március 30-i dátummal az eredetiből archiválva]. (Hozzáférés: 2019. november 15.)
- ↑ MNM-3: Magyar Nemzeti Múzeum: Mit rejtett a Múzeumkert földje?. mnm.hu. (Hozzáférés: 2019. november 15.)[halott link]
- ↑ MNM-4: Magyar Nemzeti Múzeum: A Magyar Nemzeti Múzeum kert-rekonstrukciója során előkerült állatmaradványok. mnm.hu. (Hozzáférés: 2019. december 10.)[halott link]
- ↑ MNM-5: Magyar Nemzeti Múzeum: Magyar Nemzeti Múzeum kertrekonstrukciójával összefüggő többletforrás biztosításáról. mnm.hu. (Hozzáférés: 2019. december 10.)[halott link]
- ↑ MOL: MOL Bubi gyűjtőállomások térképe (pdf). molbubi.hu. (Hozzáférés: 2019. szeptember 26.)
- ↑ NEM: Nemzeti Örökség Intézete – Nemzeti emlékhelyek – Magyar Nemzeti Múzeum. intezet.nori.gov.hu. (Hozzáférés: 2019. szeptember 26.)
- ↑ POL: A Pollack Mihály téri mélygarázs honlapja. pollackgarazs.hu. [2019. december 16-i dátummal az eredetiből archiválva]. (Hozzáférés: 2019. szeptember 26.)
- ↑ RAP: Rapaics Raymund: Magyar kertek – A kertművészet Magyarországon (pdf). mek.oszk.hu (Magyar Elektronikus Könyvtár). (Hozzáférés: 2019. szeptember 24.)